# Cours Mirabeau
Pour les articles homonymes, voir Mirabeau.
Le cours Mirabeau (lou cous en provençal maritime selon la norme mistralienne et lo cors en norme classique) est un des axes principaux du centre-ville d'Aix-en-Provence.

## Situation et accès
Long de 440 mètres et large de 42 mètres, le cours Mirabeau, requalifié en 2002 à la suite d'importants travaux, est aujourd'hui l'un des lieux les plus fréquentés et animés d'Aix-en-Provence.
Construit à partir de 1649 à l'emplacement du rempart sud de la ville sur décision du Parlement d'Aix, son aménagement fait suite aux projets d'agrandissement de la ville, voulus par l'archevêque aixois Michel Mazarin, et à la volonté de propriétaires bourgeois qui réclament une promenade pour carrosses et piétons. Simplement baptisé à sa création « le Cours », il est renommé « cours Mirabeau » en 1876, à la suite de l'autorisation par décret accordée par le comte Mac-Mahon, président de la République. L'historien aixois Ambroise Roux-Alphéran indique qu'« on y aborde par quatorze places ou rues » et que, « sa superficie étant de 18 000 m2, [on pourrait] y réunir la totalité de la population de la ville, des faubourgs et du territoire. »

## Origine du nom
Il est dénommé en l'honneur d'Honoré-Gabriel Riquetti de Mirabeau (1749-1791), élu représentant d'Aix au tiers état en 1789.

## Historique

### Projets de création

Plan préliminaire de Jean Lombard pour l'extension de la ville d'Aix. Le cours n'est pas encore prévu (1646).

Le cardinal Michel Mazarin (frère de Jules Mazarin, le premier ministre de Louis XIV), est nommé archevêque d'Aix ; il souhaite procéder à une extension de la ville d'Aix vers le sud. Avec l'aide de l'architecte de la ville, Jean Lombard, il élabore un projet qui prévoit le découpage d'une nouvelle zone urbaine. Ce plan va servir de base à un nouveau quartier qui sera plus tard dénommé le quartier Mazarin, en l'honneur de son concepteur. Cela implique de démolir les remparts sud sur une grande longueur depuis la porte des Augustins jusqu'à la Plateforme. Ainsi, le nouvel espace donne beaucoup de place au soleil et incite les bourgeois dont les demeures sont alors accolées au rempart à s'organiser en syndicat et à demander qu'il leur soit réservé un cours destiné aux promenades et au passage des carrosses.
Par décisions du 1er décembre 1649 et du 26 mai 1651, le parlement de Provence ordonne la construction d'un cours à carrosses à la place du rempart, du midi, du fossé et des lices. C'est Michel Mazarin qui, par ses aménagements des quartiers sud du bourg (création du quartier Mazarin), donne véritablement naissance au cours Mirabeau. C'est en fait la création d'un cours à carrosses, lieu de déambulation des citadins, qui remplacerait dans cette fonction la place des Prêcheurs.
Le projet est estimé par Jean Lombard à 55 080 livres, ce qui effraie la municipalité, qui est néanmoins contrainte de payer un cinquième sur décision du Parlement de Provence. Le restant de la somme due se répartissant entre des marchands de biens, des acquéreurs d'emplacement, les communautés de Provence et le duc de Vendôme, Louis de Mercœur. Enfin, le 26 mai 1651, les syndics reçoivent ordre « de faire aplanir ledict cours conformement au dessain et niveau ja ordonné». Les travaux subissent de nombreuses longueurs administratives. Au bout d'une quinzaine d'années, les derniers vestiges du rempart sont enlevés et le cours est ouvert. Il mesure 220 toises (440 mètres) de longueur et 21 toises (42 mètres) de largeur.

### Le cours à la fin duXVIIesiècle

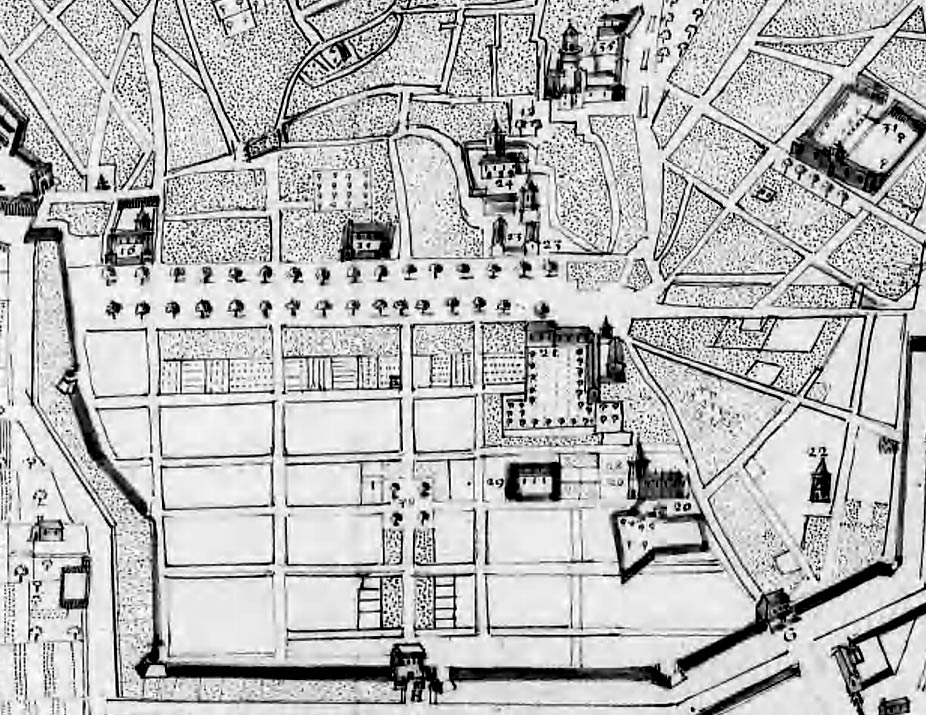
Plan de Pitton (1666). Le cours est dessiné et le quartier Mazarin, au sud, est en voie de construction.

En 1666, l'historien Joseph Pitton publie un plan de la ville d'Aix. Par ailleurs, le graveur Louis Cundier publie en 1680 un autre plan dans lequel il représente le cours dans un aspect très similaire à celui d'aujourd'hui. La promenade est bordée de nombreux arbres des deux côtés, d'un bout à l'autre de la voie. Déjà en 1646, avant même le percement du cours, le quartier nouvellement créé par Michel Mazarin a reçu un nouveau rempart. Ce mur barre donc l'extrémité ouest du cours, lui interdisant toute vue sur la campagne. La partie extérieure au rempart, qui correspond aujourd'hui à la place de la Rotonde et au quartier Sextius-Mirabeau, est alors constituée de terres agricoles dont l'altitude est beaucoup plus basse que le cours lui-même, à tel point que si l'on abat le rempart, la dénivellation serait de plus de dix mètres.
Dès sa création, le cours devient comme prévu un lieu de promenade. Réservé à la noblesse, on ne s'y montre que dans son carrosse ou, lorsqu'on y paraît à pied, on prend soin de ne jamais se mêler à la bourgeoisie et encore moins aux marchands. Dès le XVIIe siècle, le côté sud du cours, attenant au quartier Mazarin, est la propriété de la haute noblesse, les couches inférieures de la société fréquentant le côté nord. Pourtant, ce lieu de promenade ne présente pas une hygiène irréprochable. Son revêtement de terre battue le rend boueux par temps de pluie et poussiéreux durant toute la saison sèche. Pour en rendre le passage moins salissant, on aménage des calades faites de galets de la Durance le long des hôtels particuliers ; elles permettent de garder les pieds propres lorsque l'on descend des carrosses. Ces calades ont également l'avantage d'assurer l'écoulement des eaux pluviales vers le réseau d'égouts.
En 1696 sont achevées les quatre fontaines qui jalonnent le cours : la fontaine des Neuf-Canons, la fontaine moussue, la fontaine de la Pyramide (aujourd'hui fontaine du Roi René) et, à son extrémité occidentale, la plus grandiose d'entre elles, la « fontaine des Chevaux-Marins », aujourd'hui disparue. Avant la construction de la fontaine de la Pyramide, il est envisagé en 1685 de réaliser à son emplacement une statue équestre de Louis XIV, mais elle ne verra pas le jour, faute de financement.
Souhaitant d'abord construire un palais, le duc de Vendôme préfère finalement une folie des champs. C'est le pavillon de Vendôme, plus à l'ouest, dans la ville des Tours ; il y meurt en 1669. Son fils, Louis-Joseph de Vendôme, revend les terres achetées sur le cours par son père à Pierre de Creissel qui les revend en quatre lots sur lesquels sont construits quatre hôtels.

#### Ouverture à l'ouest
À la fin du XVIIe siècle, on découvre une source au pied du rempart, à l'extérieur de la ville, juste dans la continuité du cours. Désireux de l'exploiter, le conseil de la ville charge l'architecte municipal, Laurent Vallon, de trouver une solution pour gérer et distribuer cette eau. Dans son rapport, Vallon préconise l'installation d'une fontaine en bas du cours et, par conséquent, l'abattement du rempart à cet endroit précis. En conséquence, après la fontaine, un balcon fermé d'une balustrade de pierre serait disposé à la place du rempart, donnant une vue imprenable sur la campagne aixoise.
Des travaux sont donc entrepris et la fontaine des Chevaux-Marins est créée. Tout contre elle, une balustrade de près de cent balustres est construite sur le bas de l'ancien rempart, au sommet d'un mur qui vient fermer le cours. En contrebas, devant la balustrade, se dresse le couvent des Carmes déchaussés.

### Le cours auXVIIIesiècle

#### Travaux d'aménagement

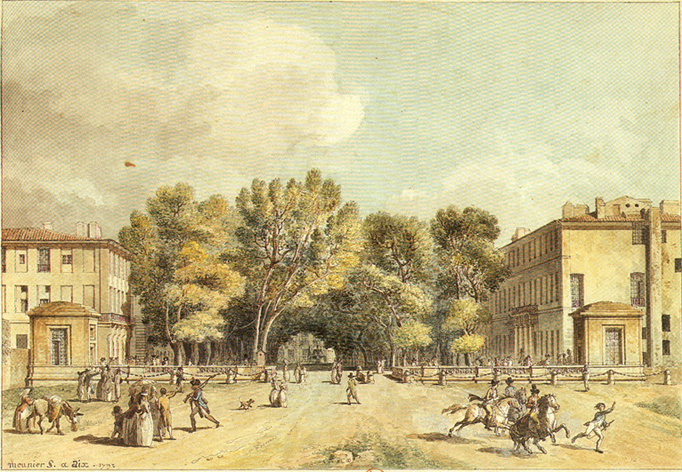
Vue de la principale entrée de la ville d'Aix, Meunier, 1792.

Le balcon sur lequel vient se terminer le cours est accessible depuis le bas par deux escaliers latéraux qui mènent au bassin de la fontaine. Sur cette place élevée trônent des bancs de pierre au milieu de grands arbres. Malgré le caractère bucolique de l'endroit, les consuls d'Aix souhaitent un autre accès à la ville que par la porte des Augustins, située au nord sur le rempart, qui entrave la circulation des voitures qui entrent et sortent. Ils préféreraient que l'entrée se fasse plutôt par le cours, qui se présente dès lors comme la porte d'entrée naturelle de la ville. Ce projet ne peut toutefois se réaliser sans l'acquisition préalable des terres du bas du cours, au premier rang desquelles se trouve le couvent des Carmes déchaussés. Toutes ces démarches administratives nécessiteront quarante années. Elles impliquent notamment l'achat de la « petite maison d'Antoine Cormereau », servant de corps de garde et située à l'entrée du cours, en 1763, l'élargissement de la rue du Trésor, permettant ainsi un meilleur alignement des maisons du cours, en 1773, et l'achat du couvent des Carmes déchaussés en 1777 (à l'occasion d'un nouveau tracé pour la route d'Avignon, qui nécessitait la démolition du bâtiment). Il faut procéder à l'acquisition de tous ces terrains dont la plus grande partie, celle qui est située à l'ouest de la balustrade, appartient à Michel Seillard. En avril 1780, la ville en devient propriétaire pour la somme de 3 000 livres.
Le bas du cours subit de lourds travaux à la suite du décès du comte de Valbelle en 1779. Celui-ci avait fait à la ville un legs de 30 000 livres quelques années plus tôt ; le 26 novembre de la même année, sont décidés à la fois la démolition du rempart, le remblaiement des terrains en bas du cours sur la future place de la Rotonde, et un pont permettant d'y aborder. On prévoit également d'installer à titre permanent deux gardes pour veiller sur l'entrée de la ville. Par conséquent, les deux guérites situées de part et d'autre du cours sont vendues, car devenues inutiles. Une de ces guérites est achetée par l'aubergiste Antoine Imbert ; il y édifiera l'hôtel des Princes (situé aujourd'hui au numéro 3).
En 1782, la démolition de la fontaine des Chevaux-Marins permet la construction d'un pont orné d'une grille, ouvrant de manière définitive la voie à la circulation des véhicules et des personnes. Pour collecter les eaux de la fontaine détruite, un fossé est aménagé et la place en contrebas, la Rotonde, est aménagée pour donner un accès facile aux routes d'Avignon et de Marseille. Ces aménagements sont révolutionnaires et modifient radicalement le mode de vie des Aixois : jusqu'alors réservé à la bourgeoisie, le cours se popularise et voit désormais passer plus de charrettes que de carrosses.
Pourtant, les travaux de la place de la Rotonde provoquent une dégradation accélérée en raison du passage continuel des charrois qui transportent les matériaux utilisés pour le remblaiement. Le 4 mars 1790, comme le cours est jugé « impraticable pour les gens à pied et pour les voitures », il est décidé de faire engraver (recouvrir de graviers), une bonne partie de sa longueur.
Dès sa construction, ou du moins à partir de 1657, le cours est embelli par deux rangées d'ormes. Le nombre d'arbres est doublé avant la fin du XVIIIe siècle. À la fête de la Fédération, le 14 juillet 1790, des documents iconographiques attestent la présence de quatre rangées d'ormes sur toute la longueur. Aujourd'hui, les ormes ont laissé leur place à des platanes. Ce changement décidé en 1831 est dû à une maladie qui a décimé les arbres préexistants. Cependant, les platanes plantés depuis, ont tous été changés en 1895, sous le mandat de Benjamin Abram. Les arbres actuels, sauf exception, datent de cette période.

#### Comportements sociaux

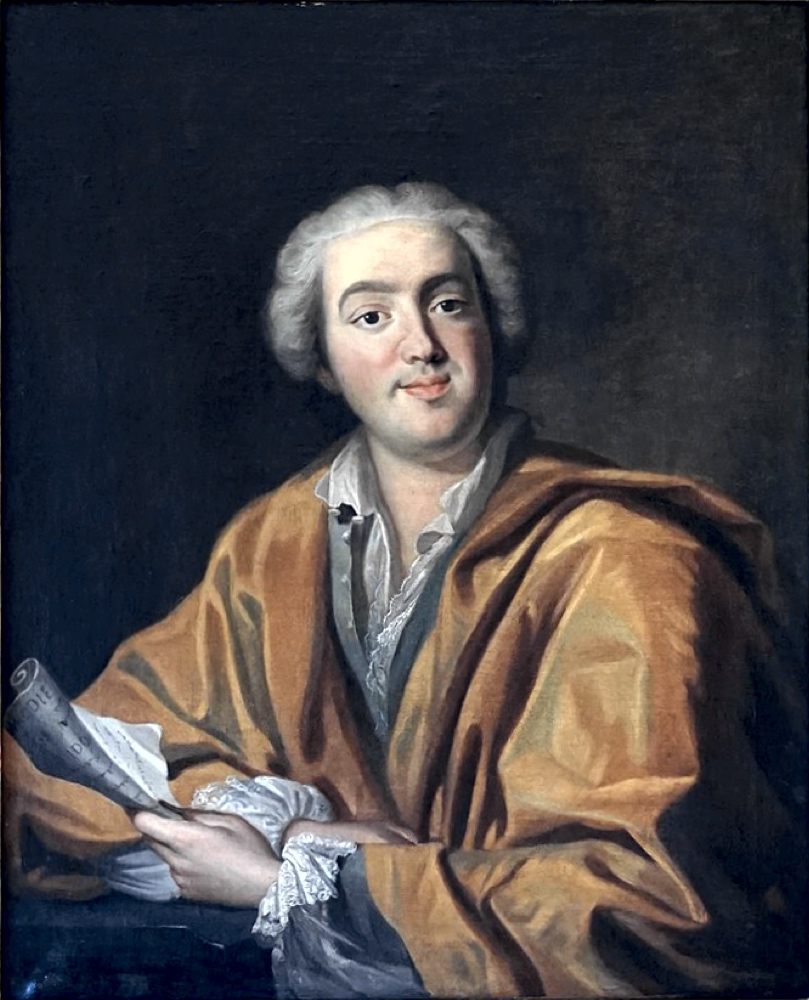
Jean-Jacques Lefranc de Pompignan (1709-1784).

Le cours est un lieu de promenade, de plaisir et de fêtes somptueuses, comme ce fut le cas à l'occasion du passage à Aix du comte de Provence, le futur Louis XVIII. Celui-ci fait son entrée par le cours magnifiquement décoré. Il se rend ensuite à la superbe maison de M. de Poët, un hôtel particulier en haut du cours et voit défiler la bravade et les jeux. De fait, le cours est considéré comme un espace réservé exclusivement aux gens de qualité ; en témoignent les mots du poète Jean-Jacques Lefranc de Pompignan (1709-1784) qui, à ce sujet, écrivait au milieu du XVIIIe siècle : « Quelques arbres inégaux, / Force bancs, quatre fontaines / Décorent ce long enclos / Où gens qui ne sont point sots, / De nouvelles incertaines / Vont amuser leur repos. »

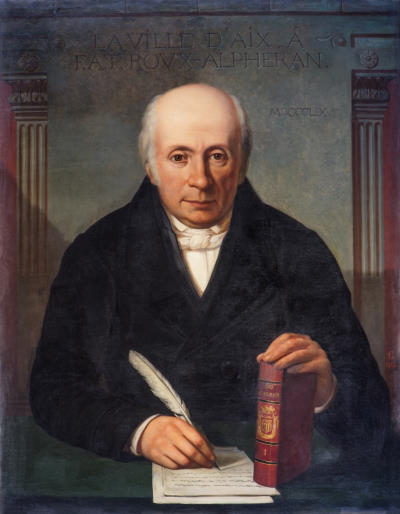
Ambroise Roux-Alphéran (1776-1858).

L'historien aixois Ambroise Roux-Alphéran évoque le « spectacle imposant dont ne pourront jamais se faire une idée ceux qui ne l'ont pas vu. Ces habits galonnées d'or et d'argent, ces bordures de toutes les couleurs, ces petits manteaux, ces grandes perruques, ces cheveux poudrés et pendants sur des habits noirs, ces décorations étalées sur tant de poitrines, ces épées qui battaient sur les mollets, les pierreries dont les dames de hautes classes étaient couvertes, leurs riches étoffes, leurs superbes dentelles, leurs coiffures enrichies de plumes et de diamants, les carrosses dorés circulant lentement au pas des chevaux dans la grande allée, les livrées des domestiques. » Le cours présente alors l'image d'un lieu d'une société à l'écart des basses couches sociales, lesquelles y sont à peine tolérées. Ambroise Roux-Alphéran rappelle que « les artisans n'auraient osé se montrer sur le Cours que le soir ou à la nuit close, les jours de fête ou de grande réunion ». L'émoi est donc grand lorsque, en 1748, un artisan veut y ouvrir une boutique. Le conseil de ville est saisi et, dans la délibération en date du 9 avril 1748, il décrète que des cafés seuls pourront y être établis et nulle autre boutique d'artisan. Les cafés profitent de la décision du conseil et s'installent sur la partie nord du cours où ils sont toujours situés.

#### «À Aix quand il pleut…»
L'administration municipale d'Aix préconisait depuis le XVIIe siècle l'installation des lieux d'aisance sous les toits. Mais lors des fortes précipitations qui frappent régulièrement la Provence, notamment à la fin de l'été, les matières se trouvaient entraînées par la pluie par-dessus les toits et tombaient dans la rue. Le cours Mirabeau était particulièrement touché par le phénomène et notamment son côté nord. Si le fait est oublié depuis longtemps, il en est resté un proverbe local qui s'entend toujours à Aix : A-z-Ais quand plòu, plòu de merdo (« À Aix, quand il pleut, il pleut de la m… »).

### Le cours auXIXesiècle

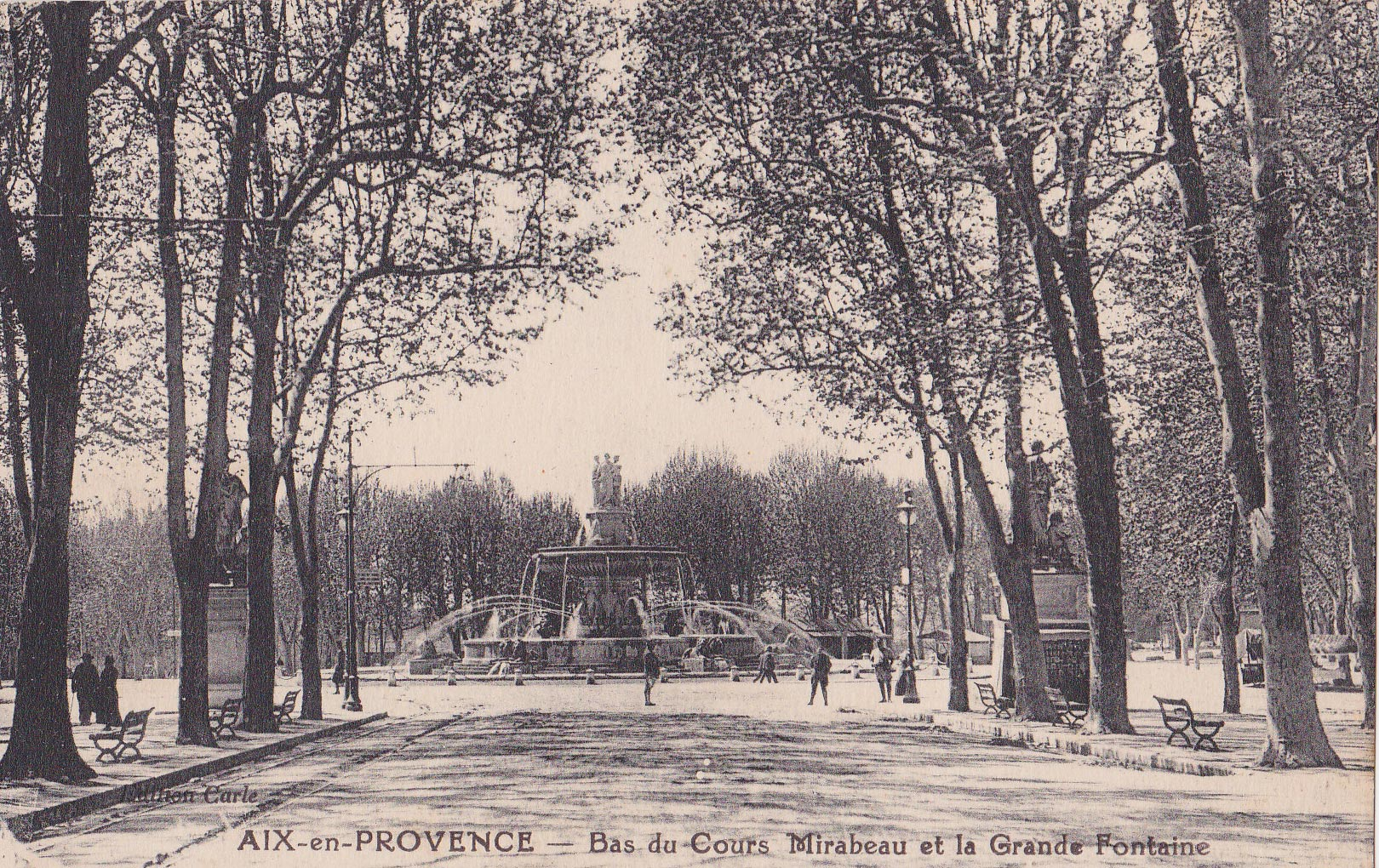
Le bas du cours Mirabeau avec vue sur la fontaine de la Rotonde au début du XXe siècle.

Le cours doit attendre le milieu du XIXe siècle pour subir de lourdes modifications. De nombreux commerces investissent les rez-de-chaussée des hôtels particuliers. Il s'agit de cafés, d'agences bancaires ou de cercles. Jean Boyer, dans son ouvrage Architecture et urbanisme à Aix-en-Provence aux XVIIe et XVIIIe siècles – Du cours à carrosses au cours Mirabeau, évoque le problème architectural qu'une telle évolution a pu provoquer. Si certains commerces se sont intégrés harmonieusement à l'ensemble, d'autres ont, dans les années 1960 notamment, éventré littéralement plusieurs hôtels particuliers, comme l'hôtel d'Estienne d'Orves ou l'hôtel de Gantès.
Le premier éclairage du cours a lieu, comme pour la plupart des grandes voies de la ville, en 1802. Il s'agit alors d'un éclairage à l'huile. La municipalité entreprend le passage au gaz en 1844. La totalité des becs de gaz du cours sont installés en 1859, mais ce n'est qu'en 1906 que la ville d'Aix, et le cours Mirabeau avec elle, s'équipe d'un éclairage électrique.

#### Le «Cours» devient «cours Mirabeau»
En 1876, le comte de Mac-Mahon, président de la République, signe le décret approuvant l'attribution du nom de « Cours Mirabeau ». On employait jusqu'alors l'expression « le Cours » (lou cous en provençal) pour désigner cette voie. Le nom est choisi en l'honneur d'Honoré-Gabriel Riquetti de Mirabeau, élu représentant d'Aix au tiers état en 1789. Il s'agit à l'époque de donner à des rues aixoises le nom d'hommes politiques dont l'influence est connue au niveau national, et dont une partie de l'engagement s'est manifesté en faveur de la ville d'Aix. Dans cette optique s'inscrit la dénomination des rues Thiers ou Portalis. 85 ans après sa mort, Mirabeau, le tribun de la Révolution française, est à Aix un personnage populaire, principalement auprès du peuple, car la noblesse lui tient gré de ses mœurs dissolues.

#### Aménagements du cours
Le 27 juin 1899, la municipalité décide d'entreprendre des travaux de réfection des rues d'Aix, et en priorité du cours Mirabeau. Les racines souterraines des arbres déforment la voie et font stagner les eaux après la pluie. Le bétonnage est proposé, mais on lui préfère le dallage en ciment de 20 cm de large sur 20 cm de profondeur. Le cours est entièrement dallé de pavés de pierre et de bois. Les pierres utilisées ont plusieurs origines : grès de La Ciotat, galets de Crau. Ce système de couverture a toutefois l'inconvénient, surtout pour les pavés de bois, d'être très glissant les jours de pluie, ce qui amènera la municipalité à décider, en 1923-1924, de recouvrir ces pavés de plaquettes d'asphalte comprimés, qui imitent les pavés de bois des boulevards parisiens ; eux-mêmes ultérieurement remplacés par des pavés de granit beige de Chine.

### Évolution du cours auXXesiècle
Le cours se modifie au XXe siècle du fait du développement des commerces. Passés la présence quasi-unique des cafés du XIXe siècle, le XXe siècle voit s'installer une multitude de commerces de tous ordres : cinémas, librairies, confiseries, magasins de vêtements, etc. Cette évolution ne tend pas à améliorer les façades, bien au contraire. Ainsi l'hôtel d'Estiennes d'Orves, pourtant inscrit en 1930 à l'inventaire supplémentaire des monuments historiques, est radié de la liste pour permettre l'installation en 1966 d'un supermarché qui en détruit la façade. Cet hôtel, installé au no 27 du cours, construit en 1689, transformé en auberge en 1808, est acquis par la société Printania qui obtient le déclassement de l'hôtel en 1936. L'escalier, la rampe, la décoration intérieure, le portail à carrosse et surtout la façade, tout a disparu. Quatre grandes baies l'ont depuis éventrées.
Les modifications franches dans les façades du cours ont été observés essentiellement après la fin de la Seconde Guerre mondiale.

#### 1903: inauguration du tramway

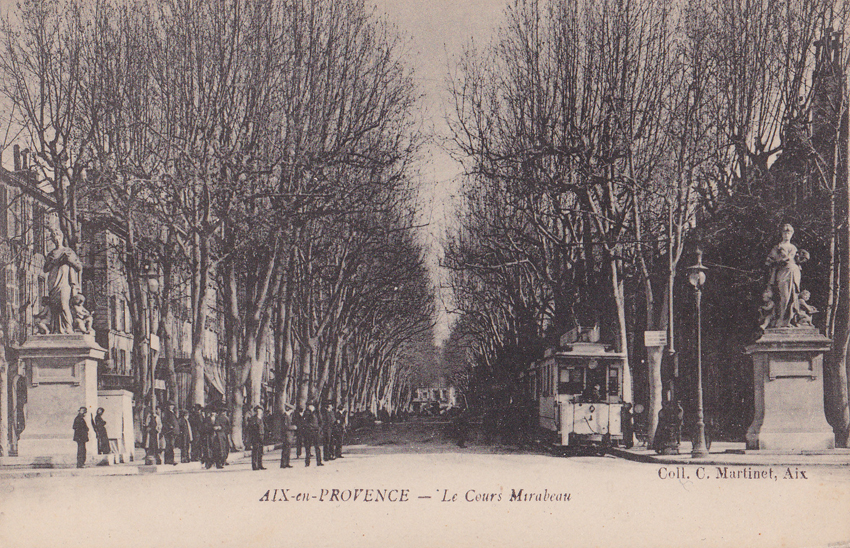
Entrée du cours Mirabeau dans les années 1900. Un tramway remonte le cours par la droite.

Le projet de construction d'une ligne de tramway reliant Aix-en-Provence à Marseille remonte au 31 décembre 1894. Le projet est réalisé par la Société d'étude du projet de la ligne et accepté par le Conseil général le 21 avril 1895. Le premier coup de pioche est donné au quartier du Pont-de-l'Arc le 13 mars 1902.
Le 13 août 1903, la ligne de tramway est ouverte au public, après avoir été inaugurée deux mois plus tôt. Le trajet Marseille-Aix, à la vitesse de 16 km/h se fait en 1 h 45. Le tramway permet de pénétrer dans la ville intra-muros par le cours Mirabeau ; le terminus est construit à l'extrémité est du cours, sur la place Forbin. À l'origine, il était prévu que le terminus s'installa au niveau du no 44 du cours (au café Clément), mais les fréquentations de l'établissement (soldats et étudiants notamment) font craindre de l'agitation et du bruit. Rapidement, ce moyen de locomotion devient incontournable dans la vie aixoise. On l'emprunte en toutes occasions. Il fait venir les journaux de Marseille chaque matin. La tête de ligne est constituée de deux voies avec un double aiguillage pour permettre un demi-tour de la motrice. Les voitures sont peintes d'une couleur grise, puis, plus tard, rouge brique.
Le tramway disparaît d'Aix en 1947. Au nom de la modernité, le trolleybus lui succède. Mais le cours Mirabeau n'est plus desservi et la tête de ligne est désormais situé sur la place de la Rotonde, malgré les requêtes des habitants du cours. Les travaux de requalification du cours réalisés dans les années 2000 ont permis de retrouver et de déposer les derniers rails du tramway enfouis sous le bitume. Des supports en fonte des lignes aériennes ont été détruits en 2007 à la place Forbin.

#### Les travaux entrepris
La Première Guerre mondiale contraint la municipalité à réaliser d'autres travaux plus urgents. Le cours Mirabeau ne connaît alors aucune évolution. Il faut attendre le mandat de Joseph Jourdan (1919-1925) pour constater une amélioration du cours. Durant l'hiver 1923-1924, le revêtement du cours est totalement refait sous la direction de M. Rambaud, un entrepreneur marseillais : on recouvre les dalles de plaques d'asphalte comprimée. Lors du mandat d'Eugène Debazac, les travaux sont interrompus et seul le retour aux affaires de la ville de Joseph Jourdan voit la reprise des travaux qui permettent de couvrir de bitume une grande partie des rues d'Aix.

#### Commerces renommés
Plusieurs commerces ouverts sur le cours Mirabeau durant le XXe siècle sont à signaler. Le cinéma Rex est de ceux-là. Créé dans les années 1900 et rénové en 1962, il a vu trois générations d'Aixois s'y presser jusqu'à sa fermeture en 1973. Le film Adorable Menteuse, de Michel Deville, y est projeté lors du gala d'ouverture du 29 mai 1962, en présence du maire Henri Mouret. Mais la salle sert aussi de lieu de music-hall et de nombreux artistes s'y produisent. Un autre commerce renommé est sans conteste le grand café Leydet, fondé avant la Première Guerre mondiale, qui se situait tout contre une piste de patinage, le Modern Skating. Le café ferme dans les années 1990 et l'immeuble est démoli en 1996 pour la construction d'un nouvel ensemble immobilier.

### Le cours duXXIesiècle

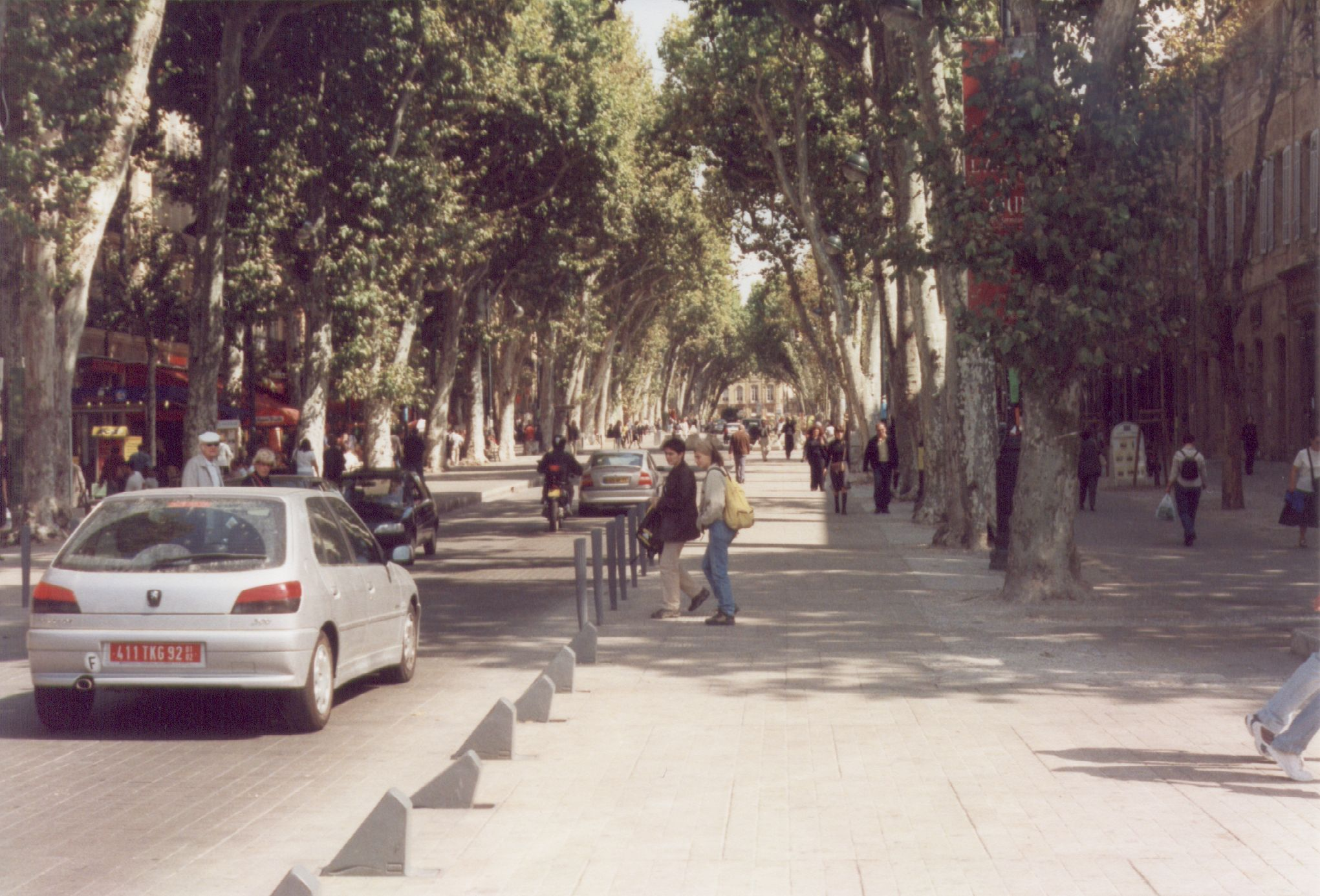
Le cours Mirabeau en octobre 2001, huit mois avant l'achèvement des travaux de requalification.

À la fin de 1994, le public aixois est sollicité pour donner son avis sur l'évolution du cours Mirabeau à la suite d'une exposition à l'office de tourisme. Deux ans plus tard, la municipalité envisage des travaux importants pour remodeler l'aspect de la rue la plus réputée de la ville, dont la surface représente près de deux hectares. Sur les 42 dossiers présentés, trois sont sélectionnés en mars 1997 et le public est informé du projet lors de l'été 1998. À nouveau, les Aixois sont appelés à donner leur avis. Des trois dossiers sélectionnés, un seul est retenu par la municipalité à la fin de l'année 1998. Le projet est à nouveau l'objet d'une exposition publique pendant l'été 1999. Les différences entre l'ancien cours et le nouveau sont nombreuses :
- Vitesse limitée à 30 km/h;
- Circulation sur une seule voie dans chaque sens ;
- Promenades élargies, davantage de place pour les piétons et pour les terrasses de commerces ;
- Stationnement interdit[46].

Enfin, le conseil adopte le projet définitif le 29 juillet 1999. Le 1er février 2000, les travaux débutent officiellement. Au numéro 4 (hôtel de Villars) il est possible d'en suivre l'avancement. Dans un premier temps, on se concentre sur le sous-sol. Dans son étude sur la requalification du cours, J.-D. Hannebert précise que « les anciennes galeries maçonnées [sont] remplacées par des bases ovoïdes de 180 x 110 cm. » Des missions préventives sont réalisées par le service archéologique de la ville après la mise au jour d'un collecteur venant du cours d'eau des Pinchinats à proximité de l'hôtel du Poët.

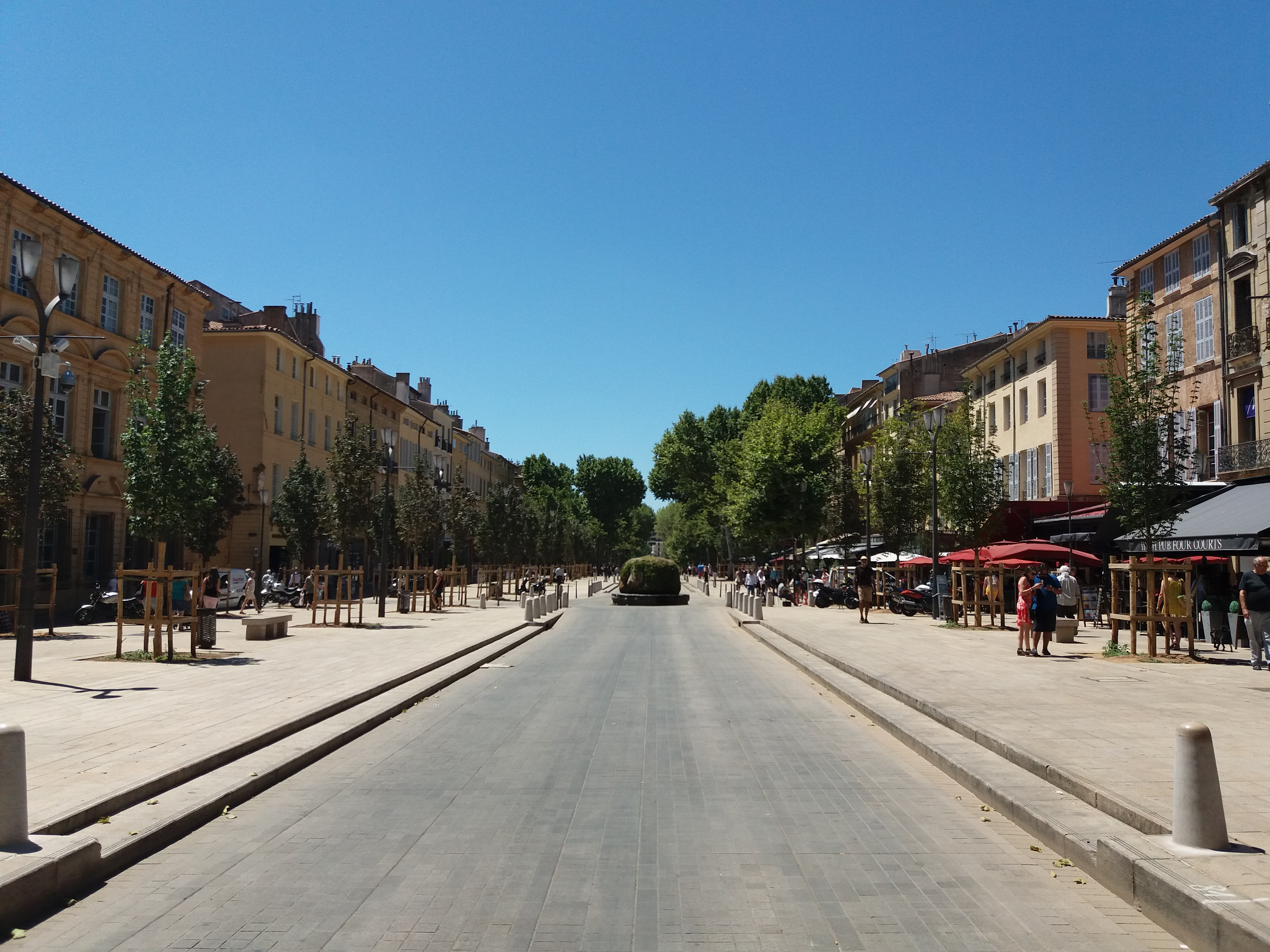
Le cours en 2018.

Fin juin 2000, les travaux du sous-sol sont terminés ; les équipes d'ouvriers passent aux travaux de surface. 5 000 tonnes de pavés de granit beige sont importés de Xiamen (Chine). Une bonne partie de la couverture est achevée en décembre pour permettre la réouverture aux voitures. Mais les travaux semblent longs pour les Aixois qui se plaignent des désagréments liés aux embouteillages dans le secteur, aux nuisances sonores dues au chantier, ainsi qu'à la saleté subie par le cours, plus habitué aux commerces de luxe. Certains voient dans ce mécontentement l'échec du maire sortant, Jean-François Picheral, lors des élections municipales de mars 2001. Le 18 mars, Aix-en-Provence porte à la mairie la première femme de son histoire, Maryse Joissains-Masini, qui qualifiera la question des travaux du cours Mirabeau de « verrue ». La nouvelle municipalité effectue quelques aménagements au projet initial qui est trop avancé pour être profondément modifié.
Les travaux s'achèvent officiellement le 30 juin 2002. Aucune cérémonie d'inauguration n'est organisée pour l'occasion, la municipalité en place signifiant ainsi que le projet réalisé n'est pas le sien. Seul un élément rappelle les travaux de 2002 : une borne placée au centre du cours et mentionnant les dates de 1651 et 2002.
À partir de 2011, la maire de la ville projette la piétonisation de l'avenue, de façon intermittente, puis définitivement après 2017. En 2018, un nombre important de platanes sont abattus par principe de précaution, à la suite du développement du chancre coloré dans la ville. Ils sont remplacés par des érables.

## Monuments du cours Mirabeau

### Fontaines

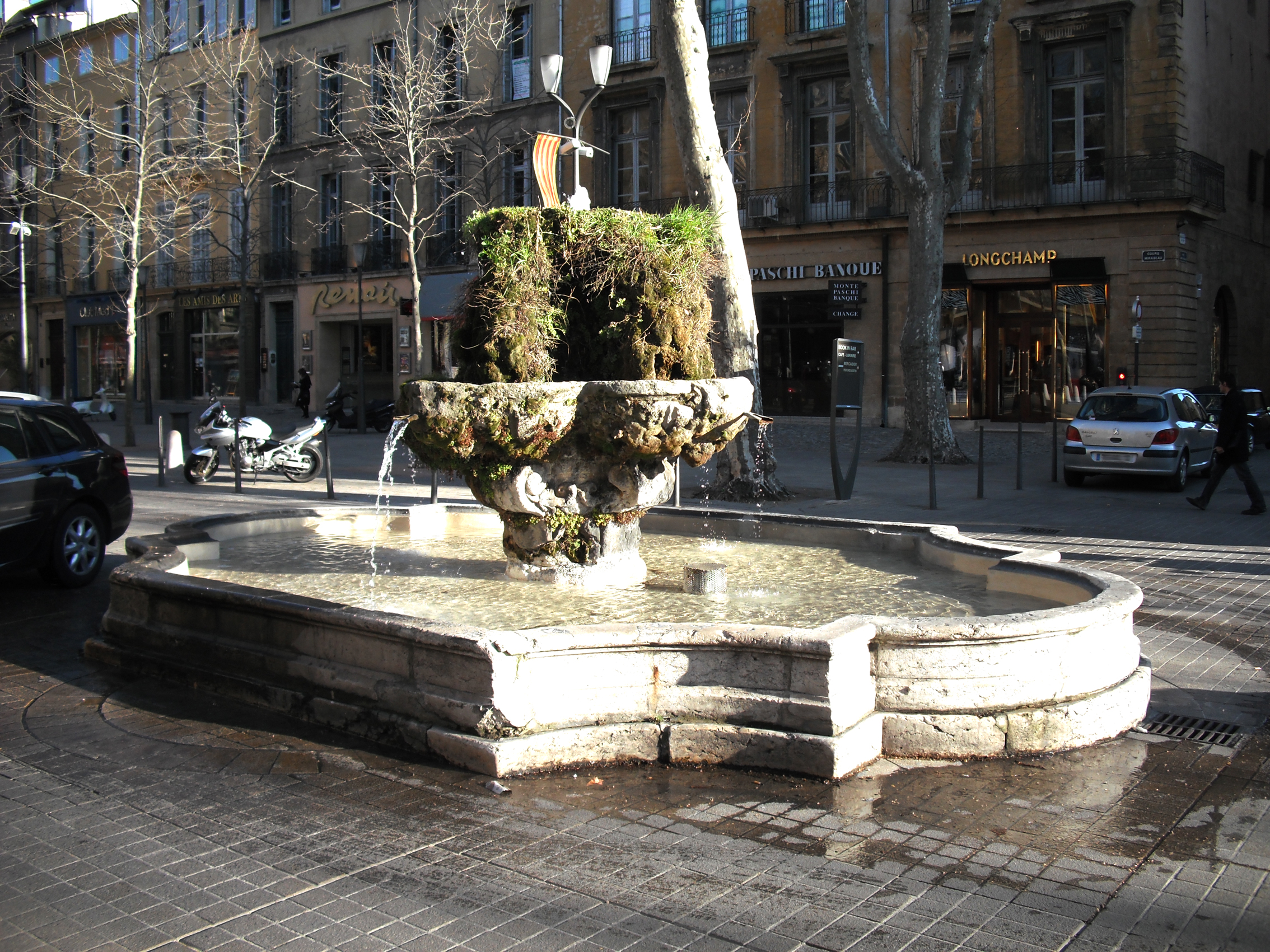
Fontaine des Neuf-Canons.

- Au niveau de la rue Joseph-Cabassol, la fontaine des Neuf-Canons, érigée en 1651, révisée en 1761, date à laquelle elle prend le nom de « fontaine des Neuf-Canons », est composée de deux vasques superposées. Grâce à sa margelle basse, elle constituait un abreuvoir pour les moutons d'Arles en partance pour la transhumance[52]. Elle est classée monument historique en 1929. Son bassin quadrilobé ne facilite pas la circulation. En 1944, à la libération d'Aix, un char américain en emporte accidentellement un lobe[52].

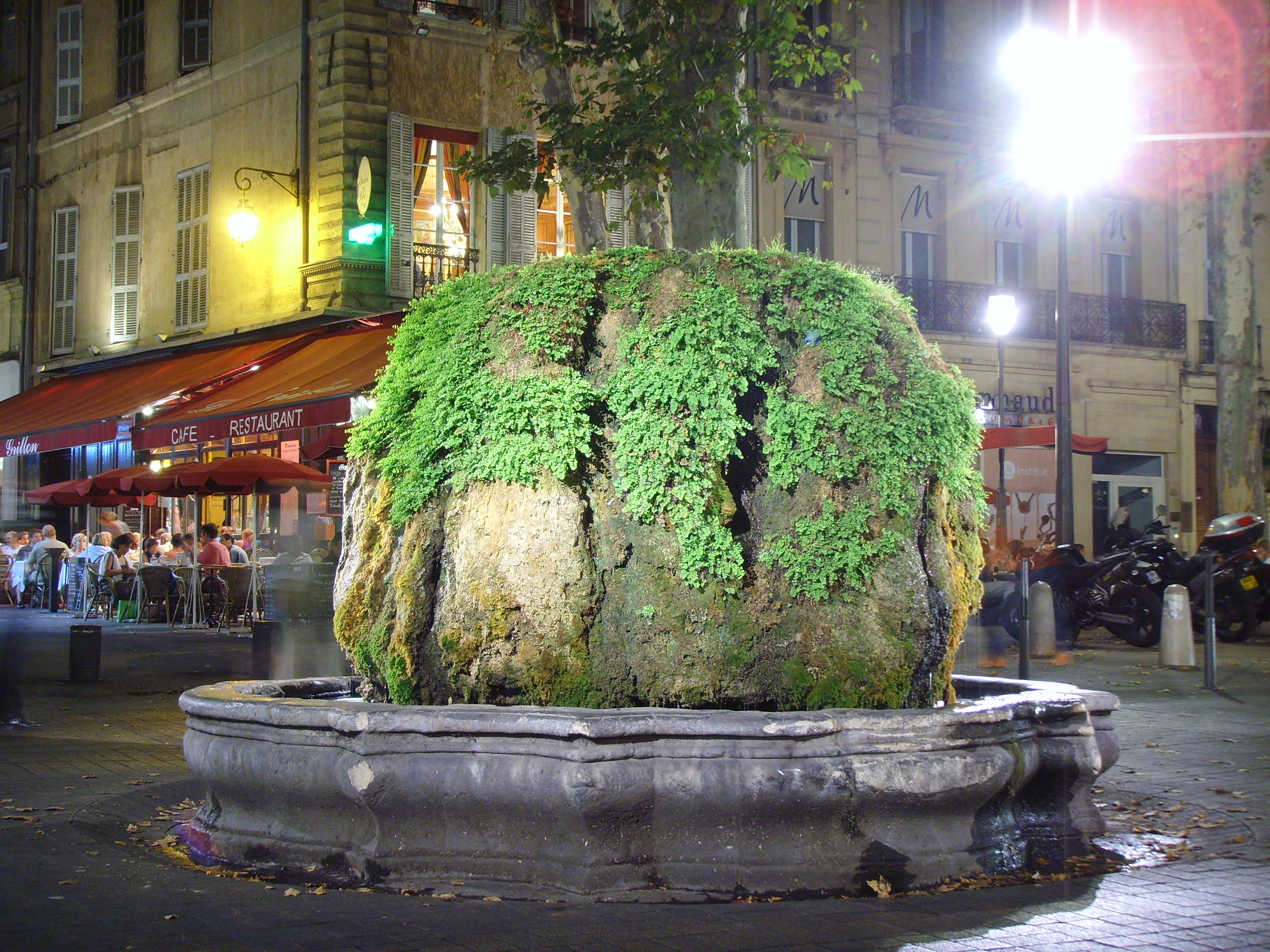
Fontaine moussue.

- La fontaine d'eau chaude ou la fontaine moussue, encore appelée fontaine du Cours, provient de la source des Bagniers, l'eau qui coule est chaude, et l'hiver une légère brume s'en dégage à cause de l'écart de température. Son nom de « fontaine moussue » vient de ce qu'une mousse verte et épaisse la recouvre, à laquelle se sont intéressés des botanistes[53]. Elle a été profondément remodelée à plusieurs reprises et cela, depuis la première fontaine qui se dressait à cet endroit. Celle-ci a été construite par Jacques Fossé en 1666 sur les plans de Jean-Claude Rambot. À l'origine, un triton ornait cette fontaine, mais, une nuit de 1670, celui-ci a été détruit par « de jeunes imbéciles imbibés de vin[54] ». Jacques Fossé réalise donc un autre projet : quatre enfants sur une vasque : il n'en reste rien[54]. Finalement, la fontaine est démolie et remplacée par un monument plus volumineux en 1697. En 1760, elle est totalement reconstruite sur les plans de Georges Vallon et l'eau chaude se met à y couler. Cette eau est en effet dérobée aux artisans du quartier des Bagniers par les bourgeois du cours[53]. Sa forme actuelle date du début du XIXe siècle. Elle consiste en une vasque à quatre becs verseurs. Les amas de mousse et de terre depuis deux siècles ont totalement fait disparaître ces éléments architecturaux[55]. En période froide, sa vue est plaisante. Une épaisse vapeur d'eau sort du bassin au travers de la végétation. Un visiteur de la ville, en 1888, dira de cette fontaine : « Les fontaines du Cours étaient gelées. Elles ne faisaient plus entendre qu'un clapotement imperceptible, celui du goulot d'eau bouillante, qui continuait à couler sous les glaçons, en dégageant une buée qui se confondait avec le brouillard du dehors. On frissonnait rien que de les regarder[53]. »

Une autre fontaine, appelée « fontaine des Carmélites », a été construite en 1640 dans le haut du cours, sur l'actuelle place Forbin. Elle était employée pour les lavages de l'abattoir. Elle n'existe plus depuis bien longtemps. Enfin, la fontaine des Chevaux-Marins (voir plus bas), qui ornait le bas du cours, fut détruite en 1777.

### LeMonument au roi René

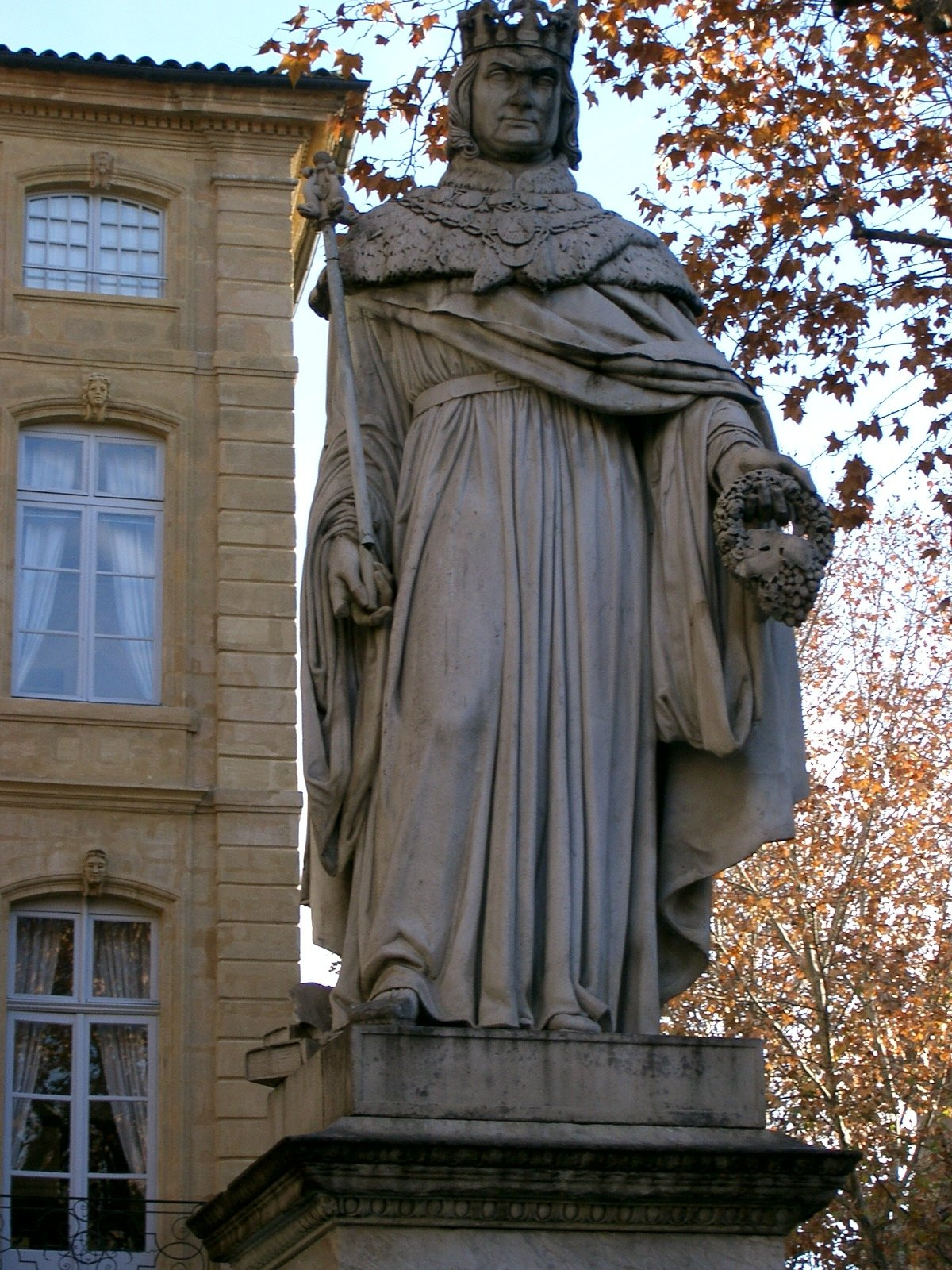
David d'Angers, Monument au roi René (1823).

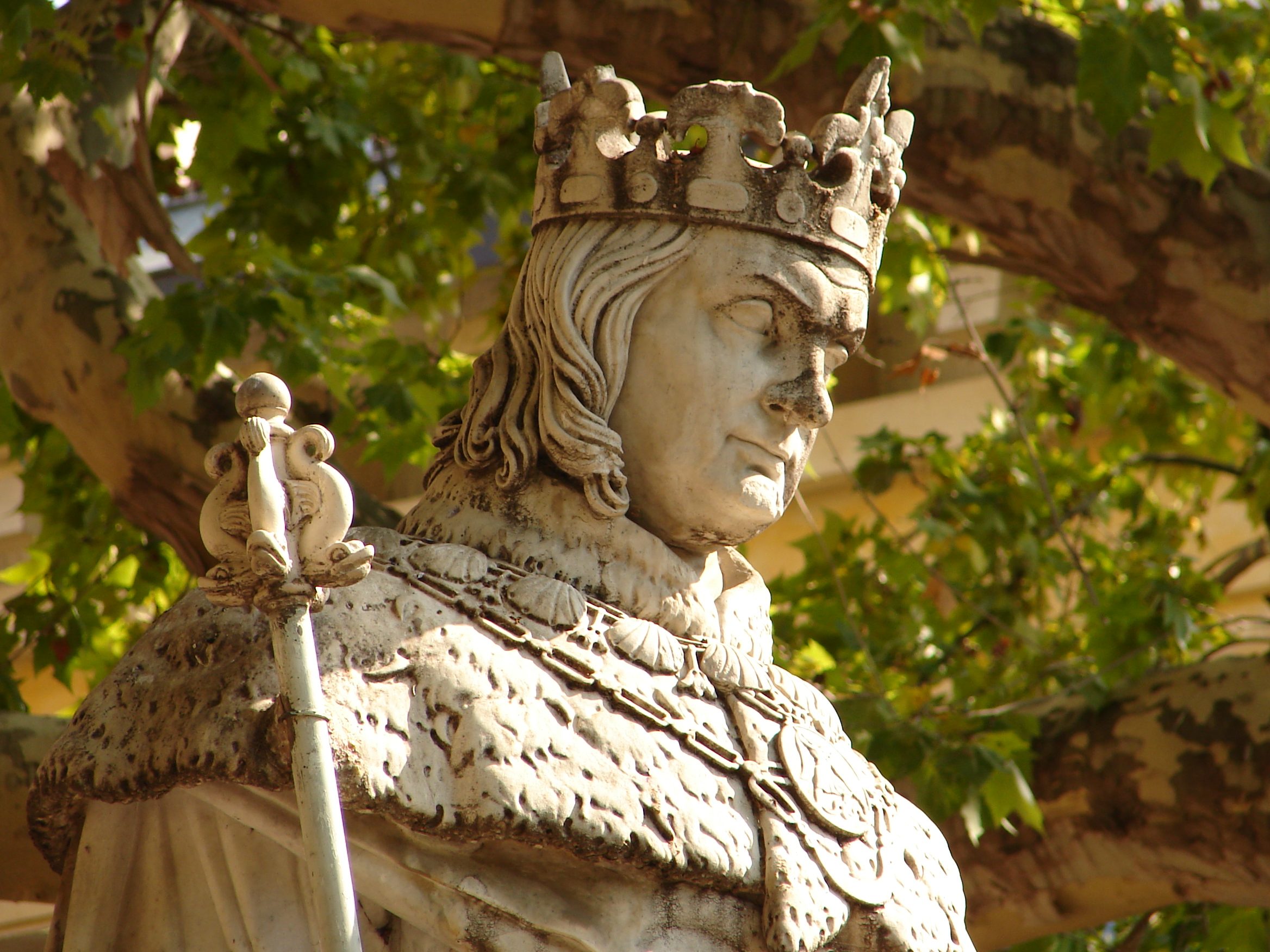
Monument au roi René (détail).

À l'extrémité est du cours Mirabeau, sur l'emplacement d'une ancienne fontaine en forme de pyramide et détruite sous la Révolution, se dresse l'œuvre de David d'Angers (1819), sur un dessin de Pierre Revoil : une statue en pierre représentant le roi René, mort à Aix-en-Provence le 10 juillet 1480, tenant un sceptre dans la main droite et une grappe de raisin muscat dans la gauche, le tout trônant sur une fontaine. À ses pieds sont disposés divers objets, comme des livres ou des palettes de peintre rappelant le penchant du roi pour les arts. L'ensemble, d'un poids total de 6,6 tonnes, a été réalisé en 1822 à Paris. Le trajet jusqu'à Aix, à bord d'un char muni d'une plate-forme, a duré un mois. Précédemment, un transport fluvial le long du Rhône par Arles a été envisagé mais il est abandonné pour des raisons de coût. La construction de ce monument est initiée conjointement par le préfet Christophe de Villeneuve-Bargemon et le maire d'Aix Louis d'Estienne du Bourguet. Le but est d'honorer la mémoire de l'illustre souverain de la cité provençale, René Ier de Naples.
Dans le piédestal sont placés une boîte en plomb contenant des pièces de monnaie et des médailles représentant les membres de la famille royale et un exemplaire de l'Explication des cérémonies de la Fête-Dieu d'Aix en Provence, de Gaspard Grégoire (1777), car l'opinion a prévalu que le roi René était à l'origine de cette fête aixoise. L'érection de cette statue a d'ailleurs été le prétexte à la restauration de la Fête-Dieu, coutume séculaire abandonnée à la Révolution. De chaque côté du piédestal, deux médaillons représentant l'un, Jean Matheron de Salignac, compagnon préféré et ministre du roi René, et l'autre, Palamède de Forbin, grand sénéchal, gouverneur et lieutenant-général de Provence.
Le 19 mai 1823, jour de l'inauguration et en présence de Marie-Thérèse de France, duchesse d'Angoulême, le préfet prononce un discours sur les qualités du roi René en faisant un parallèle avec Louis XVIII, roi de France en 1823 ; un discours qui se termine par des « Vive le Roi » venant de la foule, rappelant qu'Aix est longtemps demeurée un bastion royaliste.
La statue du roi René n'a plus quitté son socle, malgré les souhaits de la municipalité, en 1919, qui envisage de déplacer le monument pour lui substituer un édifice à la mémoire des enfants d'Aix morts lors de la Première Guerre mondiale. L'affaire soulève de vives protestations et la municipalité finit par y céder, préférant transférer le monument aux morts dans le cimetière Saint-Pierre et laisser le Monument au roi René à sa place.
Le monument — incluant la statue de marbre et le bassin encerclant le piédestal — est restauré à la fin de l'année 2009.

### Les statues de Truphème
À l'entrée du cours Mirabeau, deux statues se dressent de part et d'autre, comme si elles en formaient une porte d'entrée. Elles sont l'œuvre de François Truphème (1820–1888), sculpteur aixois.

Ces statues, datées de 1883, ont une symbolique particulière : le « groupe allégorique » de la partie nord du cours s'intitule « Arts et Sciences » , tandis que celui de la partie sud se nomme « Industries et Arts Décoratifs ».

En ce sens, elles sont à relier aux statues symboliques qui ornent la fontaine de la Rotonde, situées à quelques dizaines de mètres d'elles.

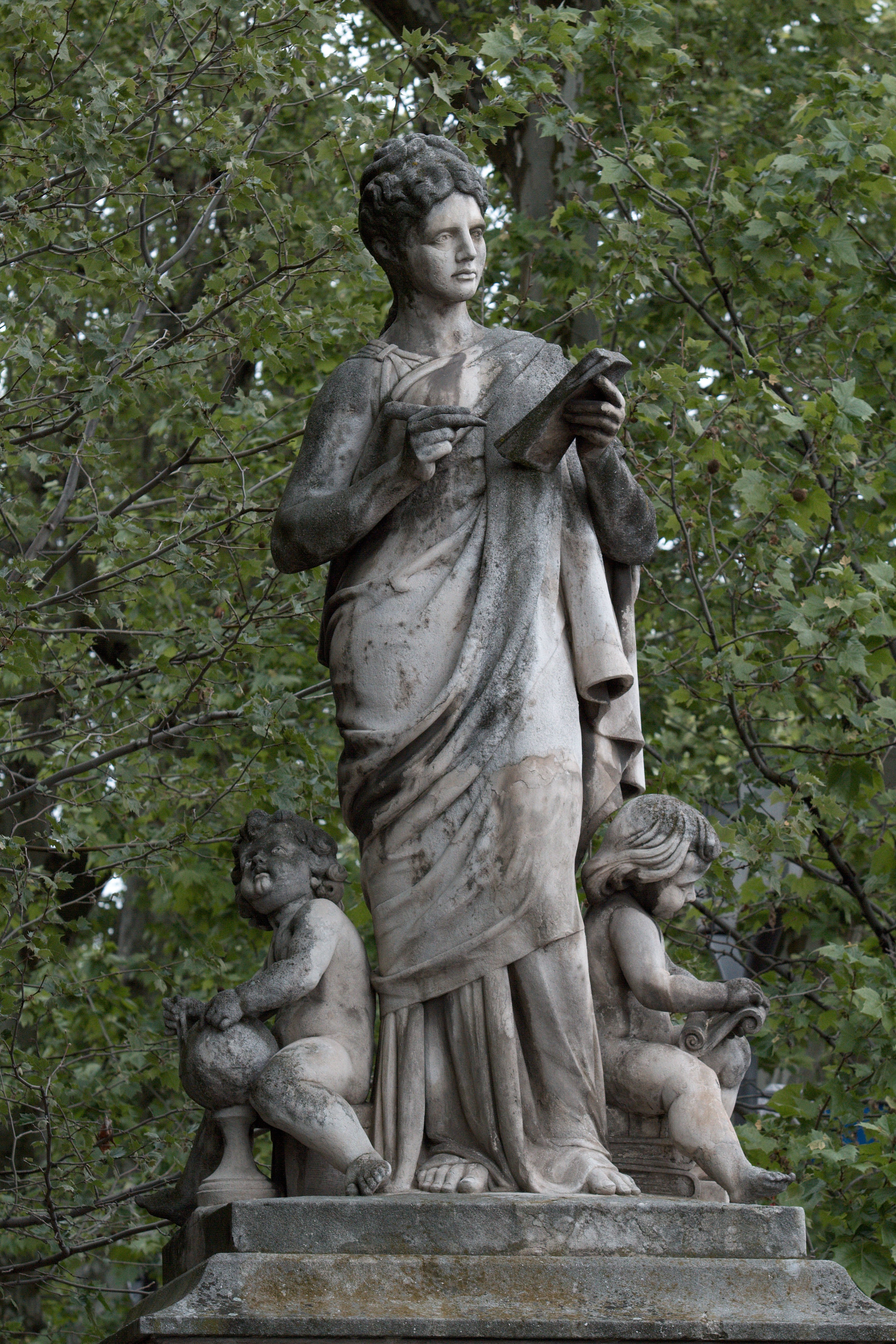
Statue côté nord.
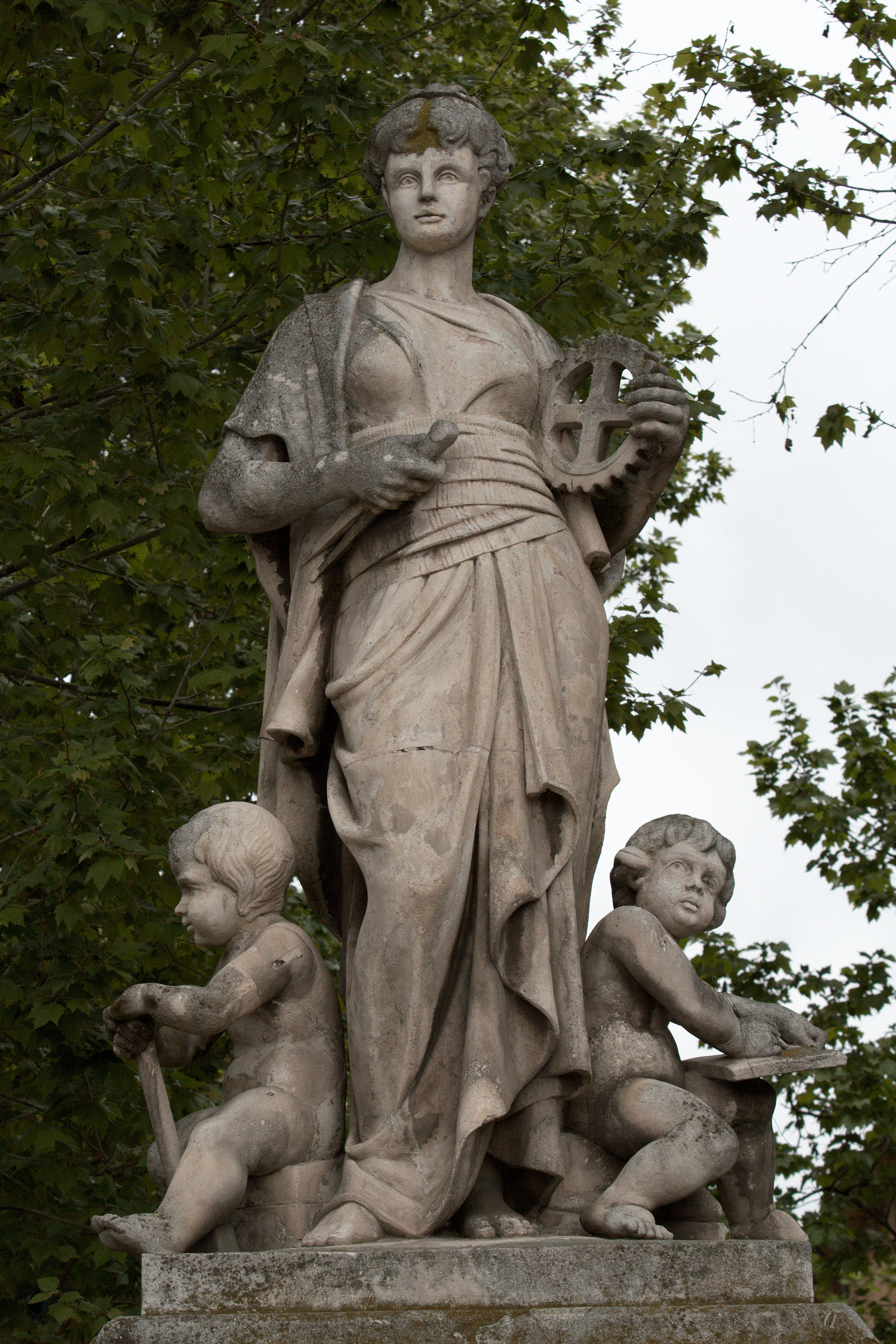
Statue côté sud.

### Hôtels particuliers

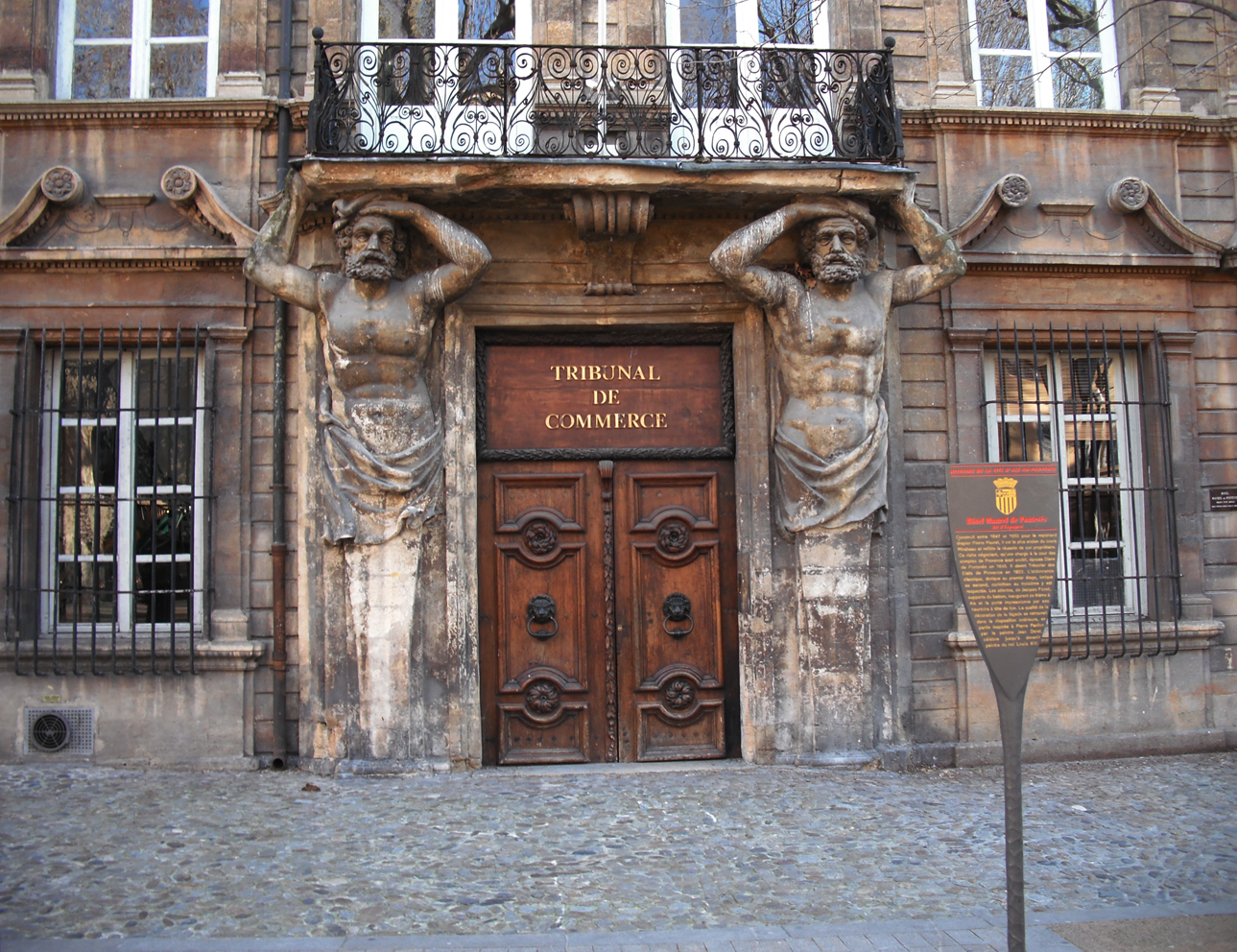
Porte et atlantes de l'hôtel Maurel de Pontevès (no 38).

Le cours Mirabeau abrite une série d'hôtels particuliers prestigieux. L'un d'eux, l'hôtel Maurel de Pontevès, aussi appelé hôtel d'Espagnet, situé au numéro 38, côté quartier Mazarin, attire le regard en raison des deux atlantes musculeux, sculptés par Jacques Fossé, qui ornent sa porte et soutiennent le balcon du premier étage. Il s'agit là du plus ancien hôtel particulier du cours, puisque sa construction remonte à 1648, avant même les travaux d'aménagement qui donneront naissance à cette voie, quelques années plus tard. Cet hôtel a été construit par Pierre Maurel, un riche marchand de draps aixois, pourvu en 1630 de la charge de maître des courriers en la généralité de Provence. La construction de son hôtel lui coûte alors 45 000 livres. Propriétaire de tout un îlot, Pierre maurel en vend une partie à Esprit d'Arnaud, qui y construit l'hôtel de Suffren. La façade présente trois ordres décoratifs antiques : dorique au rez-de-chaussée, ionique au premier étage et corinthien au deuxième étage. La rampe de l'escalier intérieur est l'une des plus belles de la ville. Le bâtiment abrite aujourd'hui le tribunal de commerce d'Aix-en-Provence.
Une énumération des hôtels particuliers du cours Mirabeau permet de se faire une idée de l'abondance des habitations de prestige qu'abrite la voie :
- no 4 : hôtel d'Esmivy de Moissac, construit en 1710. Honoré-Armand de Villars y vivait, malgré l'inimitié des habitants d'Aix qui lui reprochaient de manquer de bravoure et d'avoir « un penchant qui n'était pas habituel à son sexe[65] ». Il avait reçu le surnom ironique d'« ami de l'homme » par contraste avec Victor Riqueti de Mirabeau, l'« Ami des hommes », père du comte de Mirabeau, qui publia un traité économique de ce nom[66].
- no 6 : hôtel Margalet de Luynes, aujourd'hui hôtel de Gantelmi d'Ille, construit sur un terrain ayant d'abord appartenu au conseiller d'Albert par Antoine de Margalet, seigneur de Luynes[8].
- no 10 : hôtel d'Entrecasteaux, construit en 1710 pour François de Boniface-Leydet, sieur de Peynier, conseiller au Parlement[8]. Il est vendu à Gaspard de Gueydan en 1751, puis revendu en 1761 à Jean-Baptiste, marquis d'Entrecasteaux. C'est là que, le 31 mai 1784, il assassine nuitamment sa femme en lui tranchant la gorge à coups de rasoir. Son intention, en la tuant, est de pouvoir épouser sa maîtresse. Le marquis s'enfuit à Nice, mais est arrêté et n'échappe à la mort que grâce à une fièvre maligne qui le terrasse avant son supplice. Il sera toutefois exécuté en effigie quelques jours plus tard[67]. L'hôtel est acquis par le cardinal d'Isoard-Vauvenargues au début du XIXe siècle, après plusieurs années d'abandon, et se fait ainsi connaître sous le nom de son nouveau propriétaire.

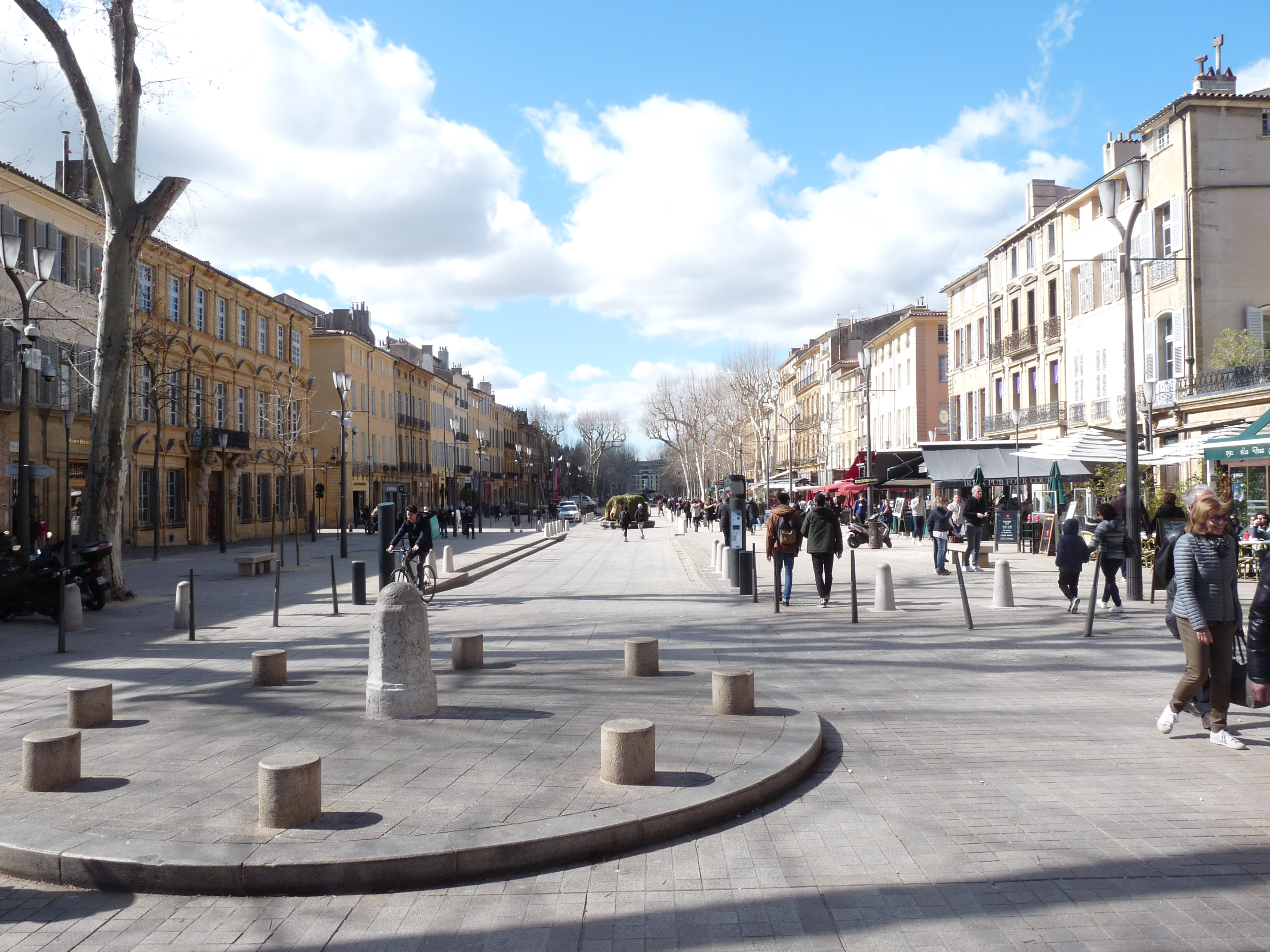
Cours Mirabeau en hiver.

- no 14 : hôtel de Raousset-Boulbon, aujourd'hui hôtel Fauris de Saint-Vincens, construit vers 1660 par Honoré de Rascas, seigneur du Canet, conseiller au Parlement[68]. Alexandre de Fauris de Saint-Vincens, maire d'Aix en est l'un des propriétaires au XIXe siècle, l'hôtel ayant été acheté par son grand-père, Antoine de Fauris, en 1739[69].
- no 16 : hôtel de Mirabeau, aujourd'hui hôtel de Mougins-Roquefort, construit vers 1658 par Melchior Grognard, trésorier général de France. Il a appartenu à Jean-Antoine Riqueti de Mirabeau, dit Col d'Argent, grand-père d'Honoré qui a donné son nom au cours. C'est précisément dans cet hôtel qu'il meurt le 27 mai 1737[70].
- no 18 : hôtel Meyronnet de Saint-Marc, bâti par Esprit Le Blanc, seigneur de Ventabren. Il passe ensuite aux Meyronnet-Saint-Marc avec les terres et le château de Saint-Marc[8].
- no 19 : hôtel d'Arbaud-Jouques, construit en 1700. Sa porte d'entrée est peut-être l'une des portes aixoises les plus richement ornées. C'est dans cet hôtel que s'arrêtent Charles IV d'Espagne en 1812 et le duc d'Angoulême en 1815[71].
- no 20 : hôtel de Forbin, construit avec des pierres des carrières de Bibémus. C'est l'un des plus vastes et des plus anciens hôtels d'Aix[72]. Il est construit par César de Milan, seigneur de Cornillon et de Confoux. En mars 1701, c'est depuis le balcon de cet hôtel que Louis, duc de Bourgogne et Charles, duc de Berry assistent à un combat d'oranges donné en leur honneur[73]. Le chambellan de Pauline Bonaparte, sœur de Napoléon, Auguste de Forbin, y a séjourné avec elle[8]. L'historien Ambroise Roux-Alphéran indique qu'un étudiant marseillais, ébloui par la beauté de Pauline Bonaparte, dépensa 4 000 francs en habillement, repas et cadeaux pour avoir le privilège de l'approcher et de lui offrir un bouquet en mains propres. Il fut convié le lendemain à la table de la princesse. Mais celle-ci, malade, ne se présenta pas car elle préféra se reposer dans le château de la Mignarde, et le pauvre étudiant dîna avec les seuls écuyers[74]. Joseph Fouché, ministre de la police générale et duc d'Otrante, y vécut quelques mois au temps de sa disgrâce[73].
- no 21 : hôtel Leblanc de Castillon, acquis par Laugier de Beaurecueil qui le revend aux Truphème, lesquels le cèdent en 1779 au procureur général Leblanc de Castillon. À partir du Second Empire, l'hôtel devient sous-préfecture. On attribue le montant de la porte d'entrée au sculpteur Chastel[8].
- no 22 : hôtel de Gueidan, construit par Martin Eyguesier à partir de 1648 et vendu en 1679 à Sextius d'Arlatan-Montaux[8], conseiller au Parlement de Provence, qui le revend deux ans plus tard à Pierre Gueidan, écuyer d'Aix. C'est devant cet hôtel que, le 27 août 1792, est pendu à la lanterne l'abbé Vigne, pour avoir refusé de prêter serment à la République. Descendant vers la place de la Rotonde où l'attendait une voiture qui devait le conduire à Marseille et où il comptait s'embarquer pour l'étranger, il est reconnu et pendu au chant du Ça ira[75].

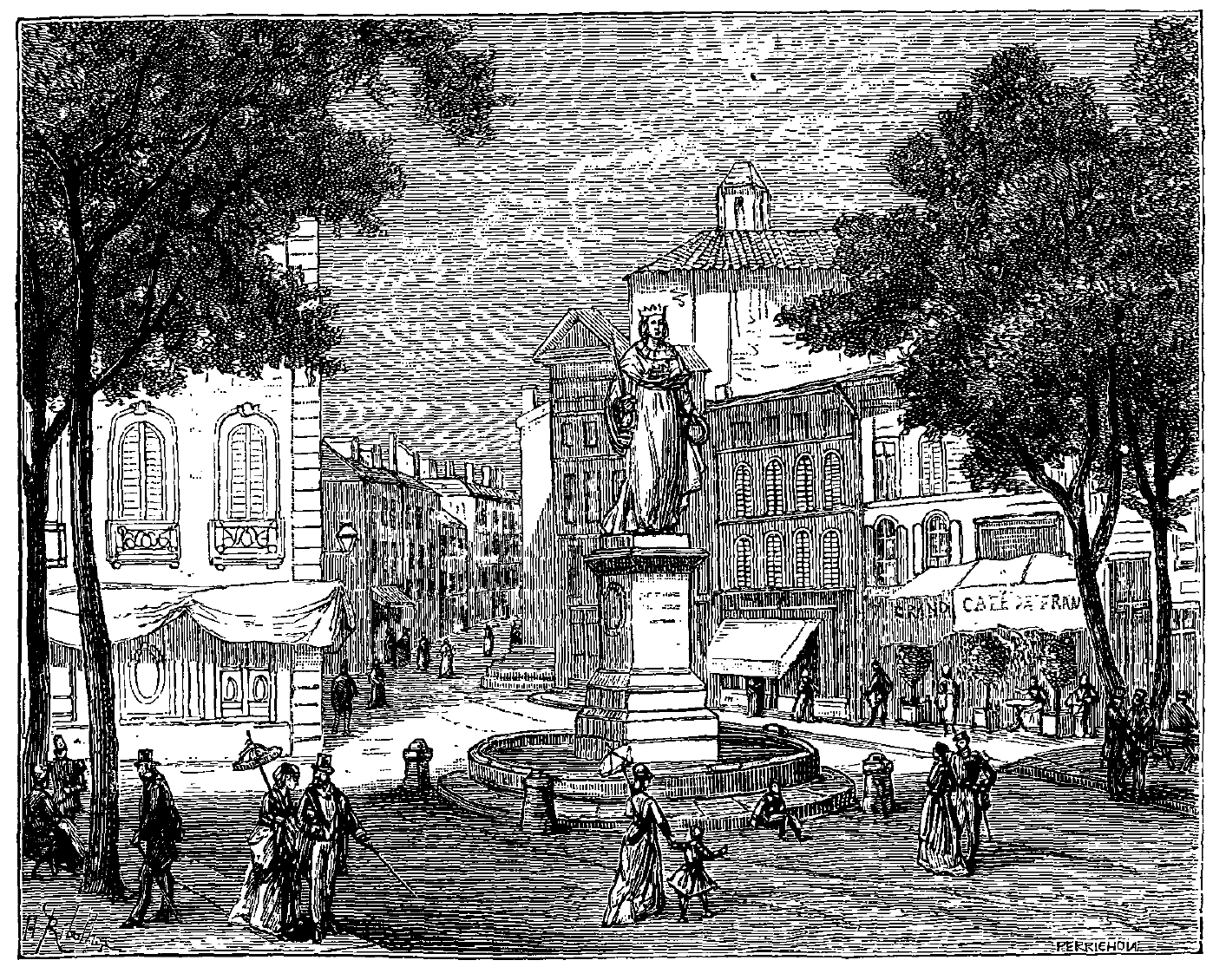
Le haut du cours Mirabeau à la fin du XIXe siècle. À gauche, l'hôtel du Poët.

- no 23 : hôtel du Chevalier Hancy, édifié en 1650. Son propriétaire, le procureur Pontevès, est condamné à mort par le Parlement à la suite des émeutes du 14 février 1659. L'hôtel passe alors aux Michaëlis, seigneurs du Seuil qui le cèdent à la Révolution à la famille Hancy, originaire probablement de Nice, laquelle le revend en plusieurs parts[8].
- no 32 : hôtel d'Entrechaux, construit vers 1650 par le procureur Garnier. Il doit son nom au baron d'Entrechaux, un homme excentrique vivant au Second Empire[76].
- no 34 : hôtel de Gailhard, construit en 1650 pour la famille Traversery.
- no 36 : hôtel Courtès, construit par un avocat, Joseph Courtès, vers 1650. Un café y eut pour nom le « Café des Îles d'Or ». Son propriétaire, M. Solari, avait de si belles filles que le café reçut le surnom de « Café des Filles d'Or[8] ».
- no 37 : hôtel de Nibles, construit au milieu du XVIIe siècle. Ce sont particulièrement les frises de cet hôtel qui sont remarquables : doriques à rosaces et triglyphes, comme à l'hôtel de ville. Le premier commerce installé au rez-de-chaussée est celui d'une confiserie au début du XIXe siècle[77].
- no 38 : hôtel d'Espagnet, cf. plus haut.
- no 40 : hôtel de Suffren, propriété de la famille de Suffren à partir de 1654. Pierre André de Suffren, dit le « Bailli de Suffren » (1729-1788), vice-amiral et bailli de l'Ordre de Saint-Jean de Jérusalem, y a passé son enfance[78].
- no 42 : hôtel Saint-Ferréol. Pendant la Révolution, ce bâtiment a abrité des assemblées de députés du Tiers-État, auxquelles Mirabeau a participé. Une chocolaterie s'y installe au XIXe siècle[8].
- no 44 : hôtel Gassendi ou Saboulin Bollena[79],[80], construit par Pierre Maurel. Dans cet hôtel ont vécu les trois derniers commandants en chef de Provence entre 1777 et 1790[81]. Cette maison devint à la fin du XVIIe siècle la propriété de la famille d'Adaoust[80], puis en 1795 par mariage de la famille de Saboulin Bollena jusqu'en 1910 et dont il prend le nom[80]. Le café Clément, qui s'y est établi au rez-de-chaussée, reçoit la visite régulière d'un certain Paul Cézanne[8].
- no 46 : hôtel de Perrin, construit par Louis Perrin, troisième consul d'Aix.
- no 53 : hôtel de Mazenod. Avant la construction du cours s'y dressait un hôtel. L'hôtel particulier avec l'ouverture du cours est vendu en 1730 à Antoine Laugier, chevalier de Saint-Louis. Son gendre, Charles-Alexandre de Mazenod, est président à la Cour des Comptes. Sous Louis-Philippe, l'hôtel est vendu à Roman de Tributiis par Eugène de Mazenod, évêque de Marseille, bien connu à Aix[8].

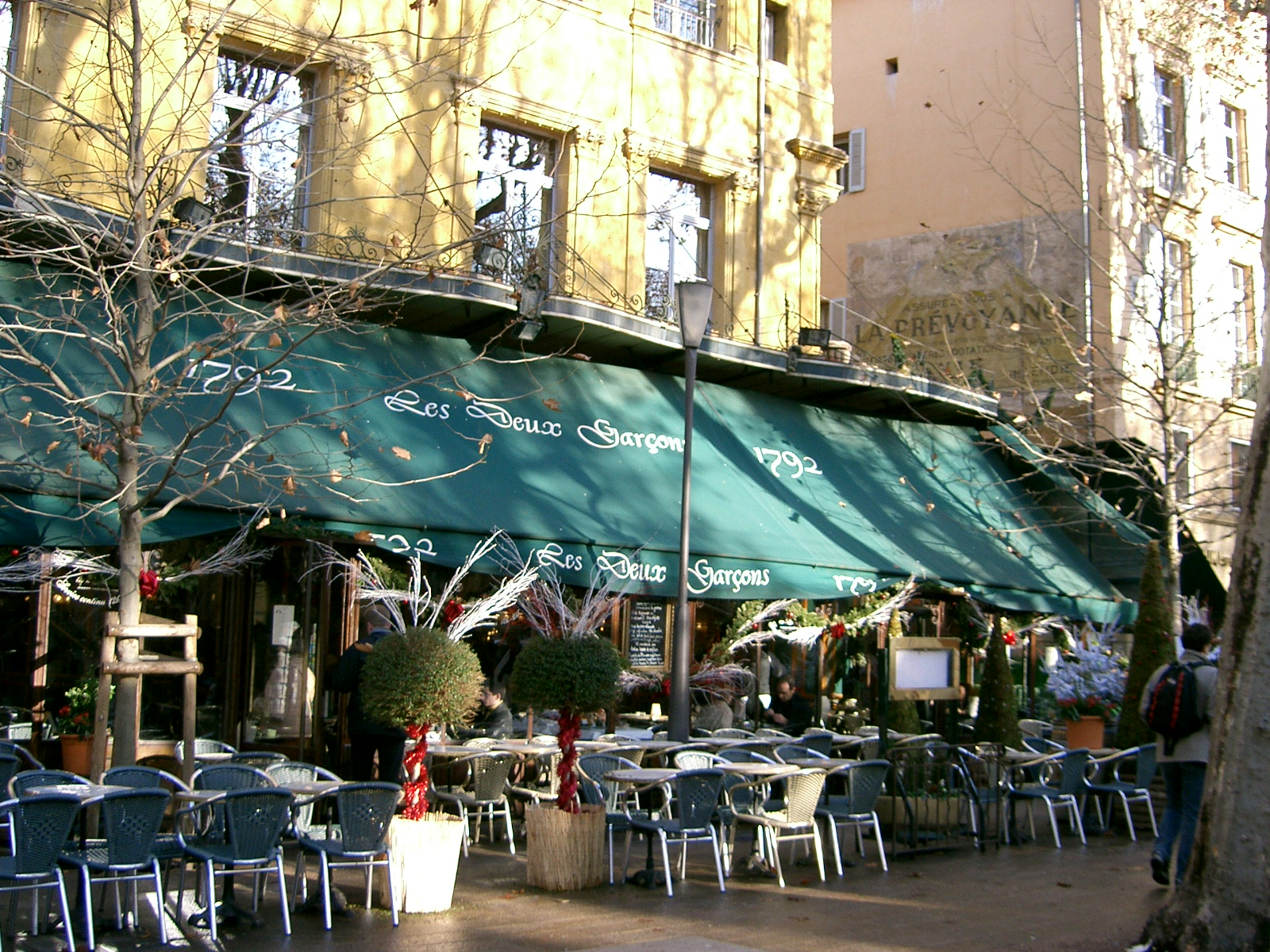
Café des Deux Garçons, au 53 bis du cours Mirabeau.

- no 53 bis : hôtel de Gantès. Sous la Révolution, il abrite un cercle du nom de « cercle de Guion » où se retrouvent bourgeois, aristocrates et officiers de la garnison. Un groupe de révolutionnaires s'oppose à un groupe d'antirévolutionnaires le 12 décembre 1790, évènement qui aboutit à la pendaison du marquis de la Roquette, du chevalier de Guiramand et de l'avocat Pascalis dont on emporte la tête[82]. Depuis 1792, le lieu abrite le café le plus célèbre et le plus ancien d'Aix-en-Provence, les « Deux Garçons », communément appelé les « Deux G », initiale du nom de ses fondateurs (Guérini et Guidoni). De nombreux artistes et intellectuels l'ont fréquenté, parmi lesquels Paul Cézanne, Jean Cocteau, Raimu, Jean-Paul Sartre ou encore Blaise Cendrars[83].
- no 61 et no 63 : Hôtels Ferrier et Cundier, deux hôtels particuliers jumeaux et mitoyens construits à la fin du XVIIe siècle.
- no 65 : hôtel de Montauron, construit en 1650 avec des pierres provenant des carrières de Bibémus pour la famille de Montauron, il est acheté par la famille d'Isoard de Chénerilles, puis passe par mariage aux Blanc de l'Huveaune et est acquis en 1761 par la famille Bérage[84].
- tout en haut du cours Mirabeau : hôtel du Poët, construit par Henri Gautier, dont la réputation de probité était établie dans la ville. Le tribunal de commerce y siège jusqu'en 1834. Le rez-de-chaussée est très tôt occupé par des commerces : un apothicaire, un « cabinet de littérature », mais aussi l'imprimeur-éditeur Rémondet, devenu Rémondet-Aubin, imprimeur du Mémorial d'Aix, journal local d'informations (XIXe siècle)[85].

## Les places du cours Mirabeau
Chaque extrémité du cours Mirabeau aboutit à une place : la partie est à la place Forbin et la partie ouest à la place de la Rotonde.

### Place de la Rotonde (place de la Libération)

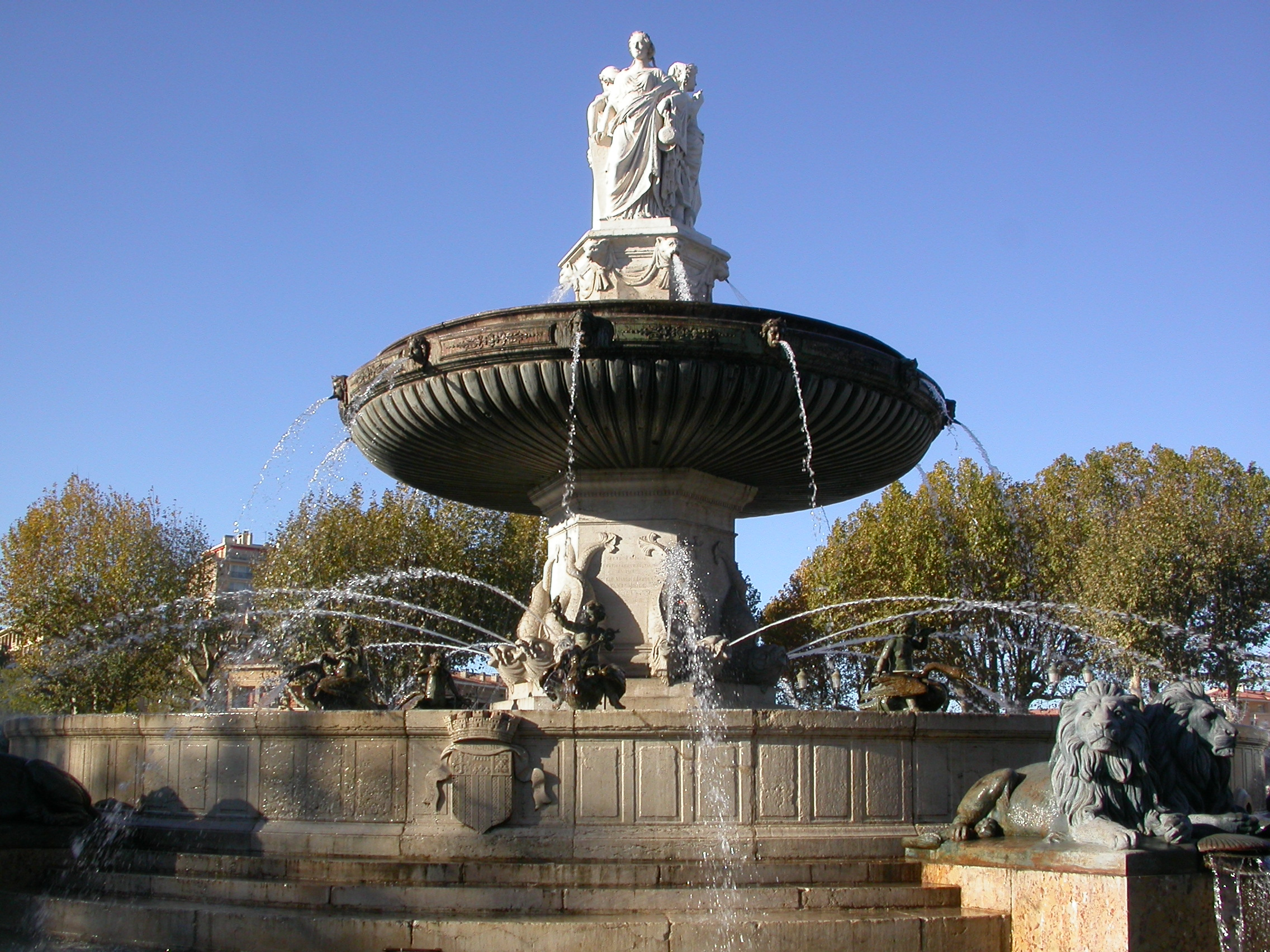
Fontaine de la place de la Rotonde à Aix-en-Provence.

Cette place est établie en 1777 pour donner des accès faciles aux chemins d'Avignon et de Marseille. Il s'agit de donner au cours Mirabeau une « entrée noble ».
La fontaine est érigée en 1860 par Théophile de Tournadre, ingénieur des Ponts et Chaussées. L'établissement de la place ouvre une tranchée entre Montperrin (alors appelé « le Mont-Perrin ») et le quartier du Mail (dit « le Jeu de Mail »).
Pour que la chaussée de la Rotonde soit mise à niveau avec le cours Mirabeau, on utilise comme remblais les décombres du palais comtal, détruit peu avant la Révolution.
Le train y arrive le 31 janvier 1870 grâce à l'ouverture d'un tronçon ferré entre Aix et Meyrargues. Il faut attendre 1875 pour le voir prolonger jusqu'à Marseille. On déplace alors la gare à son emplacement actuel ; l'avenue Victor-Hugo est créée.

#### Avant la fontaine de la Rotonde
En 1782, on fait disparaître la fontaine des Chevaux-marins qui se trouve à l'extrémité ouest du cours pour faciliter la circulation des carrosses. Le bassin de cette fontaine avait la forme d'une demi-lune et son centre était occupé par un char attelé de chevaux-marins. Bouyala d'Arnaud indique que, « du char [...], s'élevait un jeu d'eau d'une hauteur de vingt pieds, et des grenouilles crachaient de l'eau dans le bassin. » On retrouve aujourd'hui d'autres fontaines de ce type qui permettent de se faire une idée de celle d'Aix : la fontaine de Trevi ou la fontaine de la Piazza Navona. La construction de la fontaine aixoise est due aux plan de Laurent II Vallon (1698). Elle est restaurée en 1738 par le sculpteur Maucord-Lange. Elle est en son temps qualifiée de « superbe ». Adossée à la balustrade qui donne sur l'extérieur de la ville d'Aix, sa démolition est rendue nécessaire pour permettre la construction d'un pont de pierre qui assure la liaison entre le Cours et la place en contrebas. La balustrade est elle, démontée et remplacée par une grille en fer forgé signée du ferronnier Mignet, père de l'historien François-Auguste Mignet.

### Place Forbin

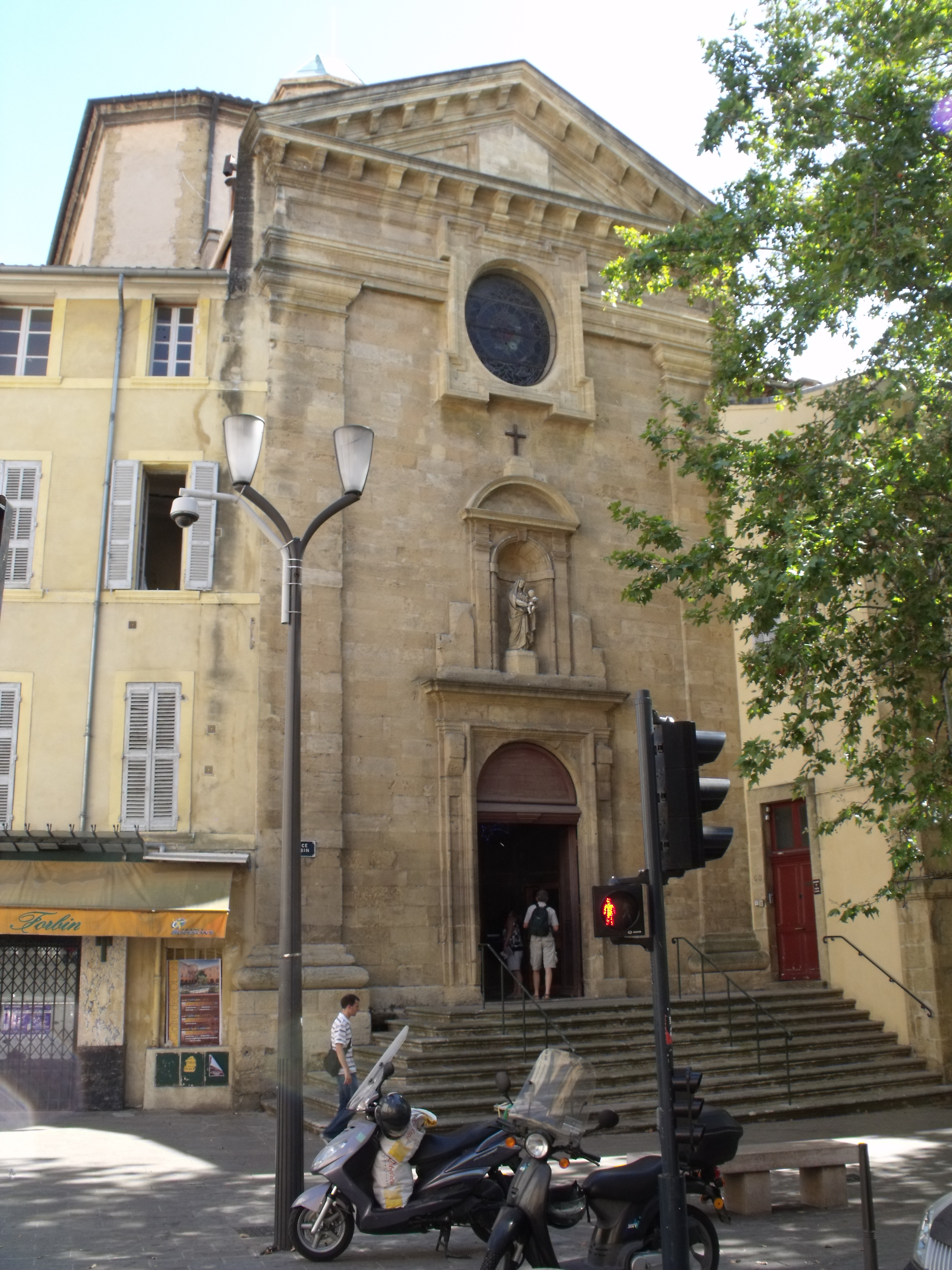
Façade de la chapelle des Oblats, sur la place Forbin.

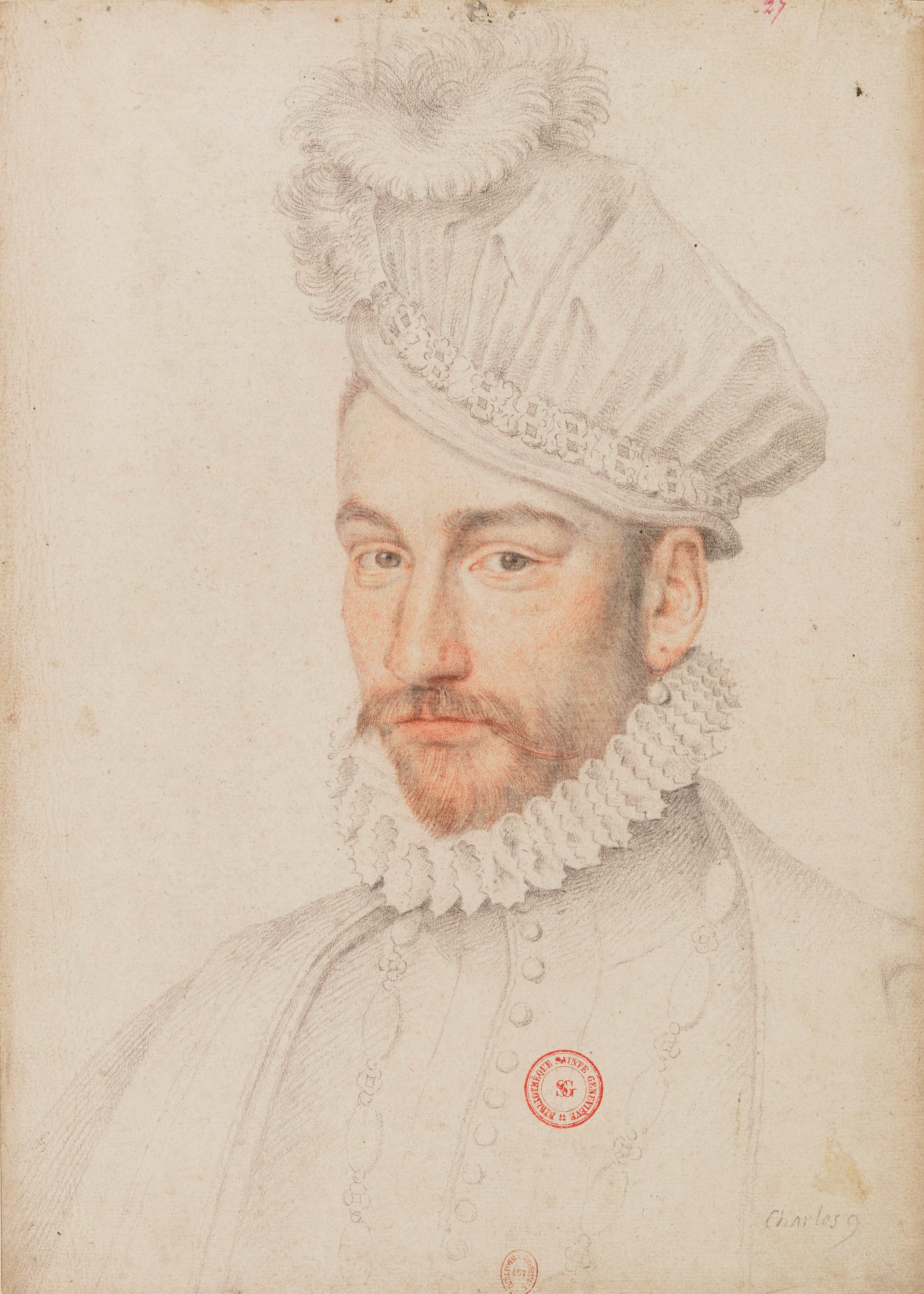
Charles IX, roi de France, qui ordonna l'abattage du pin de François de Grénas sur la place des Carmélites en 1564.

La place Forbin est la place qui ferme le cours Mirabeau à l'est. Il s'agissait autrefois de la place des Carmélites, du nom d'une fontaine qui s'y dressait au Moyen Âge. Celle-ci était la propriété des carmélites d'Aix qui en avaient concédé l'usage à la municipalité de la ville pour les abattoirs,. Outre le fait que le cours s'ouvre depuis cette place, celle-ci est le point convergent de plusieurs artères de la ville : rue d'Italie, rue Adolphe-Thiers, rue de l'Opéra et rue du Louvre. Jusqu'au début du XIXe siècle, la rue Thiers, alors dénommée « rue du Pont-Moreau » abrite un aqueduc de qualité moyenne ; les abondantes précipitations qui arrosent régulièrement la Provence ont tendance à le faire déborder et ses eaux se déversent alors sur le cours Mirabeau, suivant la faible inclinaison naturelle de celui-ci, d'est en ouest. Il en résulte des torrents d'eau qui se déversent en l'espace de quelques heures et font la joie des jeunes enfants qui se laissent porter par le courant en se mettant dans des cuves à lessive.
La place Forbin compte sur sa partie sud une église, dénommée chapelle des Oblats, dont la façade, redessinée en 1697, est l'œuvre de Laurent Vallon. Elle a remplacé en 1625 le couvent des Carmélites. La chapelle est classée aux monuments historiques depuis 1911. Avant l'érection de l'église, le terrain était un jardin appartenant au seigneur d'Éguilles, François de Génas. Approximativement à l'endroit où se trouve aujourd'hui l'escalier permettant l'accès à la chapelle, se dressait un pin sous lequel le seigneur, huguenot convaincu, bien que conseiller-clerc au Parlement de Provence, réunissait en secret les huguenots d'Aix. Par la suite, lors des Guerres de religion, ce même pin sert de potence pour ces mêmes huguenots. Roux-Alphéran évoque la liste de ces huguenots mis à mort pour des raisons religieuses, lardés de coups d'arme blanche puis pendus, parfois encore vivants, à une branche du pin. C'est le roi de France, Charles IX (1550-1574), qui en ordonne l'abattage, à la suite de sa visite dans la ville en novembre 1564.